# Třicetiletá válka
Třicetiletá válka (1618–1648) byl evropský ozbrojený konflikt známý především jako vyvrcholení sporů mezi vyznavači římskokatolické církve a zastánci protestantských vyznání. Tato protestantská vyznání vznikla v průběhu reformace v 16. století a šlo především o Kalvinismus a luteránství. Neméně důležitou příčinou války byl také boj evropských zemí o politickou nadvládu.
Vlastní válku započala revoluce stavů v zemích Koruny české proti panovníkovi. Další mocenský souboj, který již v Evropě probíhal mezi Nizozemskými provinciemi a Španělskem, dnes známý jako nizozemská revoluce, také výrazně ovlivňoval boje v Evropě. A konečně vstup katolické Francie na stranu protihabsburské koalice za účelem eliminace přílišné moci Habsburků podtrhl mocenské zájmy na pozadí třicetileté války.
První roky války probíhaly především na území Českého království a Rakouského arcivévodství (zde totiž revoluce proti Habsburkům vypukly), nicméně na většinu dalších let války se boje přemístily mimo tato území v důsledku toho, že se katolíkům podařilo velkou část bitev vyhrát a přesunout boje na zbytek území Svaté říše římské, které ovládali protestanti.
Vleklá a rozsáhlá válka způsobila značný úbytek obyvatelstva na zasažených územích. Počet obyvatel v průměru poklesl o třicet procent, u mužů až o padesát procent. České země byly po většinu války před největšími válečnými útrapami uchráněny, ale počet obyvatel i zde poklesl o jednu třetinu. Válka skončila uzavřením vestfálského míru v roce 1648; z tohoto míru nejvíce získaly protestantské státy a Francie.

## Příčiny války

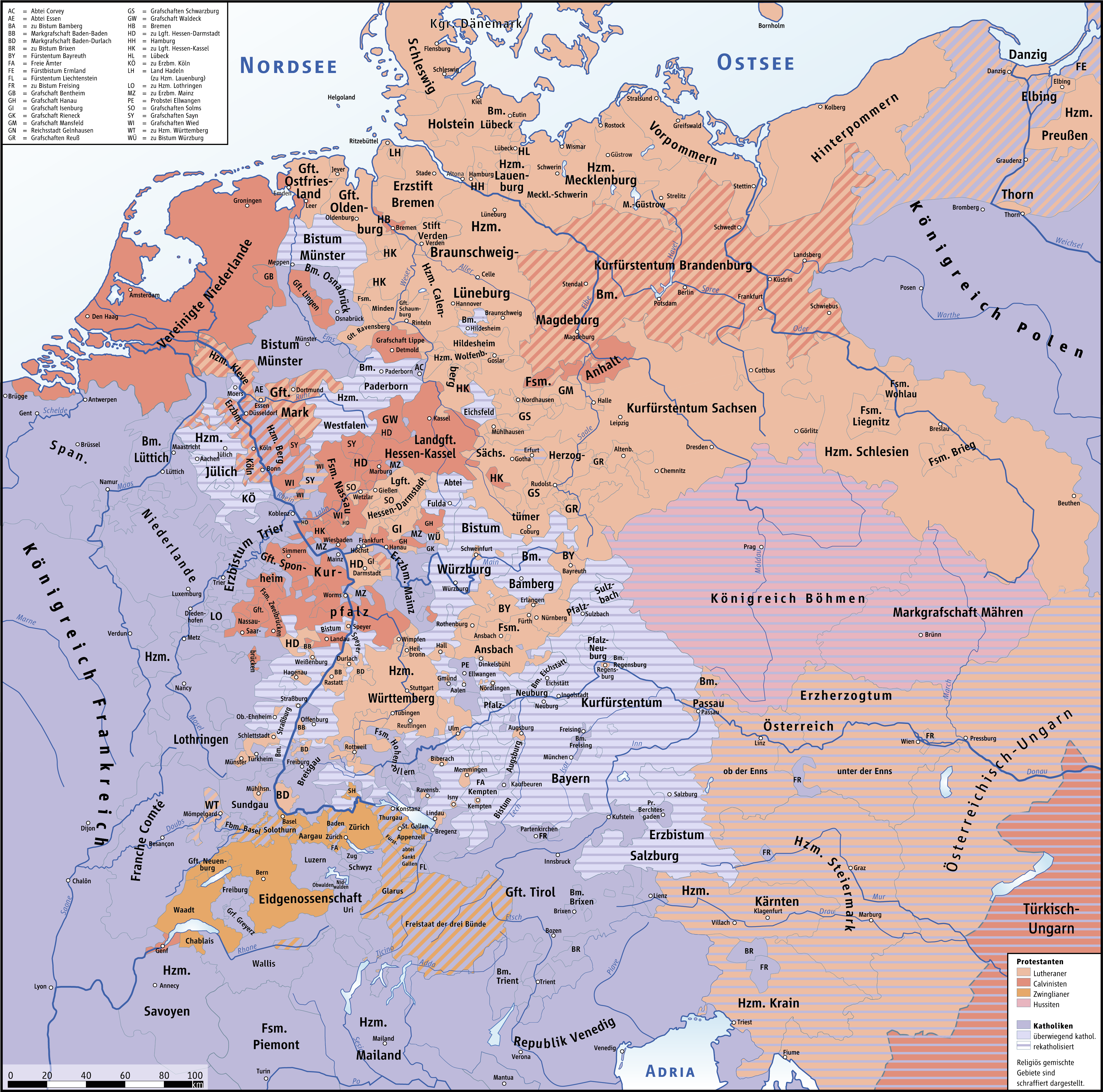
Náboženská roztříštěnost ve Svaté říši římské v předvečer války roku 1618

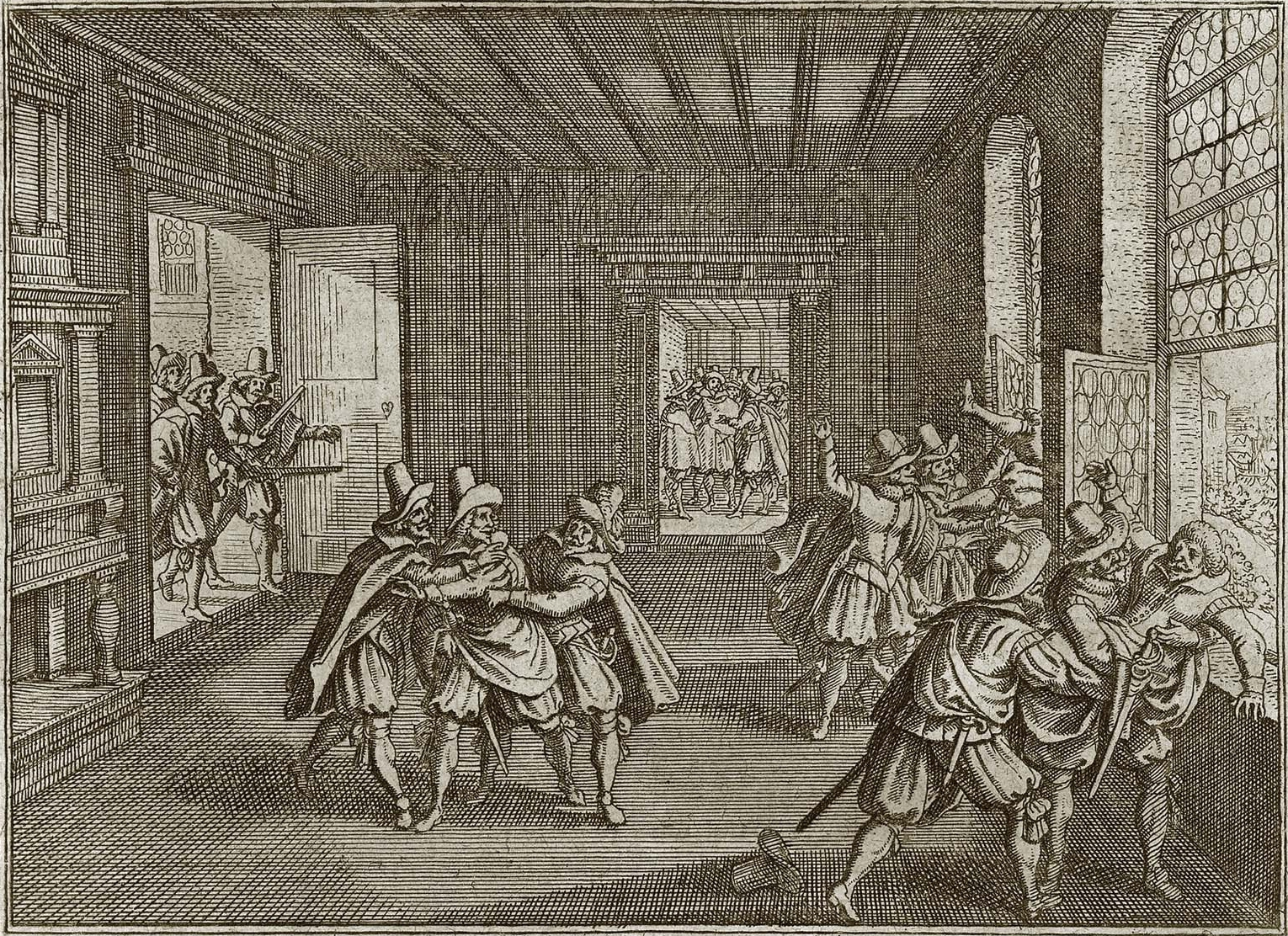
Pražská defenestrace v roce 1618, stojící na počátku třicetileté války, mědirytina z Theatrum Europaeum

Po uznání augšpurského míru v roce 1555 docházelo k upevňování katolicismu v zemích Koruny české na základě páteřní myšlenky augšpurského míru, Cuius regio, eius religio (Koho vláda, toho náboženství). Je nutno ale podotknout, že v českých zemích zásady tzv. augšpurského míru neplatily a konfesní svoboda nebyla záležitostí vrchnosti, nýbrž jednotlivce; tento princip byl v té době velmi ojedinělý. Bohužel, jak habsburští panovníci a katolická šlechta, tak zejména protestantské stavy se snažili ustanovení augšpurského míru zavést v českých zemích a násilím nutili své poddané k přijetí své víry. Veliký podíl na pokatoličťování měl řeholní řád jezuitů, potvrzený v roce 1540 bulou Regimini militantis ecclesiae papeže Pavla III. Hlavní funkce řádu byla misijní činnost, která měla pomáhat najít protestantům cestu k římskokatolické církvi. Řád se angažoval především ve školství, vědách, umění a kultuře. Do Čech ho pozval v roce 1556 Ferdinand I., aby mu pomohl proti sílící vlně protestantské reformace.
Po Ferdinandově smrti nastoupil méně nábožensky vyhraněný král Maxmilián II. Habsburský, který českým stavům slíbil náboženské svobody ve formě České konfese. Za to mu bylo potvrzeno nástupnické právo pro jeho syna Rudolfa. Rudolf II. byl jako panovník slabý a potvrdil rozsáhlé náboženské svobody pro české stavy v Rudolfově majestátu. Dům habsburský ho pak záhy prohlásil za nesvéprávného a sesadil ho z českého trůnu.
Po něm nastoupil na český trůn jeho bratr Matyáš Habsburský a snažil se znovu stabilizovat moc v Čechách, ale stavové se svých dříve stvrzených práv nevzdali a postupně se mezi nimi a panovníkem vytvořila jistá nevraživost. V roce 1617 stárnoucí císař Matyáš přesvědčil české stavy k volbě svého bratrance Ferdinanda Štýrského (v zemích Koruny české vládl jako Ferdinand II.). Tomu napomohl také Jáchym Ondřej Šlik, který se nechal přesvědčit a nakonec podpořil korunovaci Ferdinanda, ač měl původně pronést řeč podporující názor stavů o volitelnosti králů na český trůn. Ferdinand byl zastáncem důsledné rekatolizační politiky, což české stavy nijak neupokojilo, nicméně většinu stížností podávali především na ustanovenou místodržitelskou vládu. Spory o kompetence stavů a vlády vyvrcholily 23. května 1618, kdy byli z oken Pražského hradu při pražské defenestraci vyhozeni dva místodržící Vilém Slavata z Chlumu a Košumberka a Jaroslav Bořita z Martinic i jejich sekretář Fabricius, kteří byli obviňováni ze špatného zastupování Čechů u dvora ve Vídni.

### Mimo země Koruny české
I ve zbytku Svaté říše římské byla vnitropolitická situace napjatá a protestantské státy se zde v roce 1608 spojily do svazku Protestantské unie pod vedením Fridricha IV. Falckého. Ostatní katolické státy se naproti tomu sloučily do Katolické ligy v čele s Maxmiliánem I. Bavorským. Notná část Svaté říše patřící pod španělskou vládu byla již nějakou dobu se Španělskem ve válečném stavu, respektive mezi těmito územními celky bylo sepsáno dvanáctileté příměří, avšak to v žádném případě neznamenalo mír do budoucna.
Sever svaté říše byl také pod vlivem luteránů, respektive sousedních zemí, Dánsko-Norska a Švédska. Dánsko-Norsko ovládalo holštýnské vévodství, takže kdyby došlo ke změně politických poměrů v říši ve prospěch katolíků, na toto panství by to jistě mělo neblahý vliv. Oproti tomu Švédsko přímo neovládalo žádné území, ale jeho panovník Gustav, podobně jako Albrecht z Valdštejna, snil o přinejmenším evropské mocnosti ovládané jednou vládou a tento sen opět mohl být v novém konfliktu zmařen, nebo naopak uskutečněn.
Ani Francie nebyla na počátku 17. století spokojena s územním uspořádáním Evropy. Francouzští panovníci viděli velký problém v tom, že byli obklopeni državami Habsburků, takže nebylo nijak zvláštní, že se Francie vložila do války. Zprvu pouze peněžním přispěním a později, když se vypořádala s vnitropolitickými problémy, i podporou armádní.

## Fáze války

Mapa třicetileté války

Třicetiletá válka se obvykle dělí na čtyři části. První část, tzv. česko-falcká válka, probíhala v letech 1618 až 1623 (někdy se ještě rozlišuje období války české (1618–1620) a falcké (1620–1623)). Zahrnuje odboj českých stavů, vládu Fridricha Falckého v Čechách a později jeho boj s Nizozemím. Někdy se k této fázi řadí i období mezi lety 1623–25, nicméně tehdy ve střední Evropě zavládl klid zbraní.
Druhé části se říká válka dánská, někdy také dánsko-dolnosaská; probíhala mezi lety 1625–1629. Vyznačuje se vstupem Dánského a Norského království do války a nepříliš úspěšným válečným úsilím Kristiána IV.
Třetí část, švédskou, ohraničuje vstup Gustava II. Adolfa v roce 1630 a sepsání pražského míru v roce 1635.
Poslední část se nazývá švédsko-francouzskou či francouzsko-švédskou, ale vzhledem k výrazné účasti Francie často pouze francouzskou válkou. Začíná aktivním vstupem Francie do války v roce 1635 a končí podepsáním vestfálského míru v roce 1648.

### Česko-falcká válka (1618–1623)

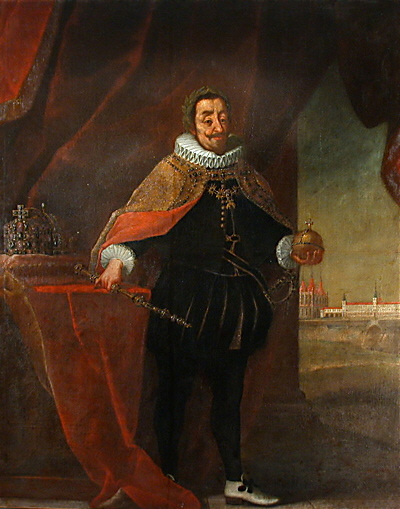
Ferdinand II., císař Svaté říše římské a král český

Pražská defenestrace se stala oficiálním začátkem války. Okamžitě po této události byla zvolena prozatímní vláda třiceti direktorů, která nahradila správu pěti místodržících. Jeden z největších stavovských předáků Jindřich Matyáš Thurn se stal generálem stavovské armády. Čeští stavové tuto akci obhajovali jako nápravu chyb královských správců, ne jako vzpouru proti panovníkovi. Přesto se hrabě Thurn s armádou čítající 3 000 pěších a na 1 100 jízdních pokusil dobýt České Budějovice a Český Krumlov, prohabsburská města. To se mu však nepodařilo, protože obě byla dobře opevněna. Mezitím podnikla první část císařské armády přechod českých hranic u Nové Bystřice a druhá část přešla přes neutrální Moravu. Obě císařské armády byly za pomoci slezských stavů Čechy poraženy.
Původně bylo české povstání záležitostí pouze panského stavu Českého království. Když později bylo zřejmé, že nákladné vedení války sami nezvládnou, přesvědčili měšťany, aby jejich odboj finančně podporovali, přestože se stavové zprvu obávali, aby se nezvrhl v nekontrolovatelnou občanskou válku, a také se zřejmě nechtěli dělit o případné úspěchy. Nejdříve tedy bylo nemyslitelné jednat s nižšími stavy, ale později již bylo normální, že se měšťané účastnili i diplomatických cest. Financování stavovské armády po celou dobu provázela nechuť šlechty jakkoli ji podporovat z vlastních rezerv, nicméně je zřejmé, že se solventnost během války nijak rapidně nezmenšovala a dokázala pokrýt o něco víc než polovinu reálných výdajů, což nebylo v té době obvyklé.
Vzhledem k tomu, že seskupení zemí spadajících pod Korunu českou bylo vcelku volné, zachovávali si stavové z Moravského markrabství v tomto sporu neutralitu, naopak se spíše klonili na císařskou stranu, protože vůdcem moravských stavů byl šlechtic Karel starší ze Žerotína, který vzpouru Čechů nepodporoval kvůli malé zahraniční podpoře.
Ještě v únoru roku 1619 se Matyášovi podařilo získat svého příbuzného na španělském trůně, Filipa III., pro pomoc proti vzbouřencům. Naproti tomu se v květnu roku 1619 k českému odboji přidali i stavové z Moravy; o to se zasloužil generál hrabě Thurn české stavovské armády, který přiměl protestantskou šlechtu k převratu. Moravským zemským hejtmanem se poté stal Ladislav Velen ze Žerotína.
Stavovská armáda zprvu slavila úspěchy. O velké vítězství se zasloužil generál dělostřelectva Petr Arnošt Mansfeld, když se mu podařilo dobýt Plzeň. Armáda se nezastavila a pod vedením hraběte Thurna přitáhla až k Vídni, kterou málem dobyla, musela se ale stáhnout poté, co přišla porážka protestantských vojsk pod vedením hraběte Mansfelda od odvetné armády vedené polním maršálem Buquoyem u Záblatí. Po této porážce byl hrabě Thurn odříznut od Prahy a navíc jeden z podporovatelů rebelie, Savojsko, které do té doby posílalo na podporu jisté peněžní částky, také vojáky na obsazení pevností v Porýní a Mansfelda samotného s 2 000 vojáky, se na podpoře prakticky přestalo podílet.
Posléze došlo 19. srpna 1619 k sesazení Ferdinanda z českého trůnu, ten byl o devět dní později ve Frankfurtu zvolen a korunován za římského císaře. Po zvolení Fridricha Falckého za českého krále 26. srpna došlo ke jmenování nového stavovského vrchního velitele vojsk; stal se jím Kristián I. Anhaltský.

#### Zimní král

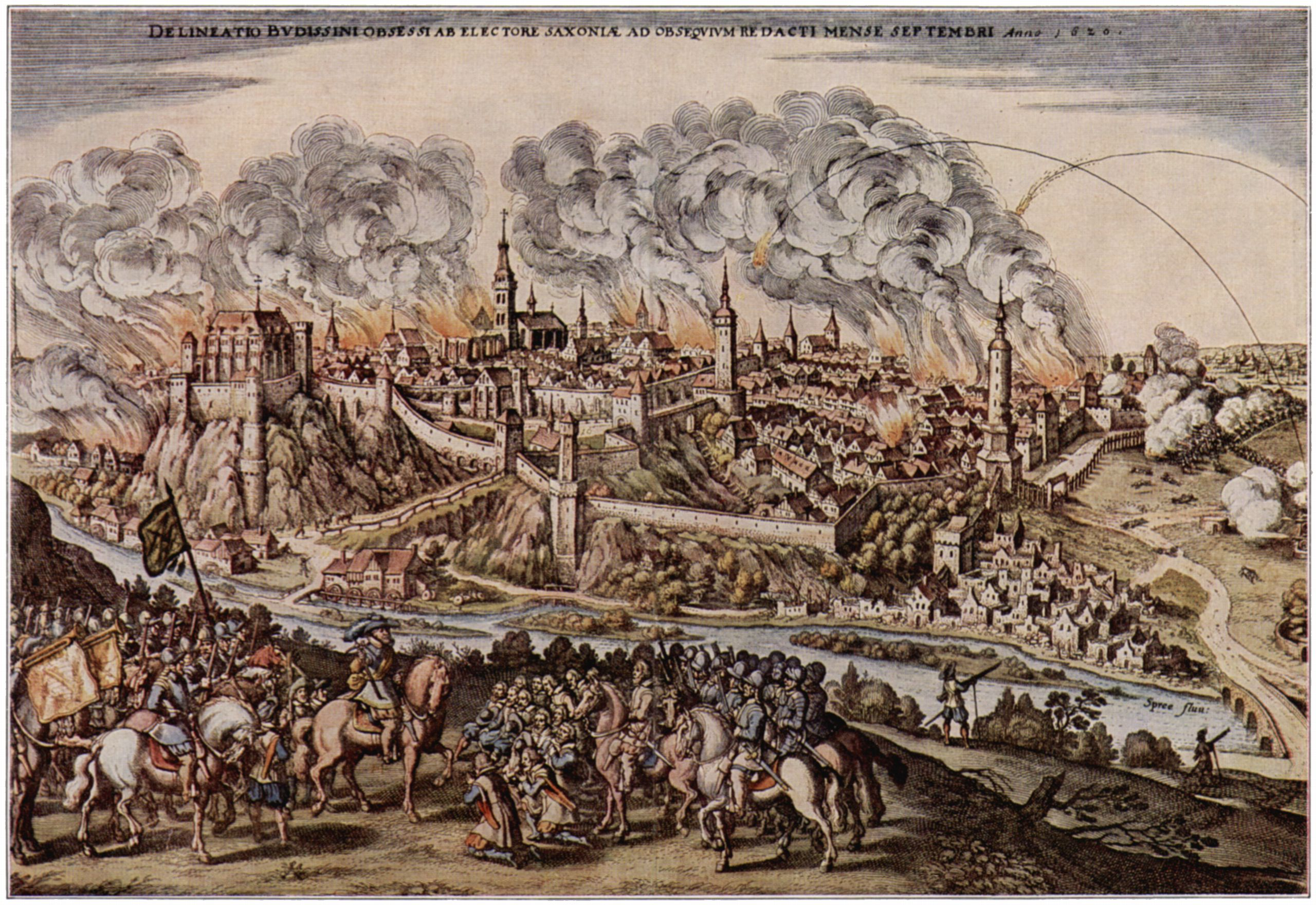
Obléhání Budyšína roku 1620

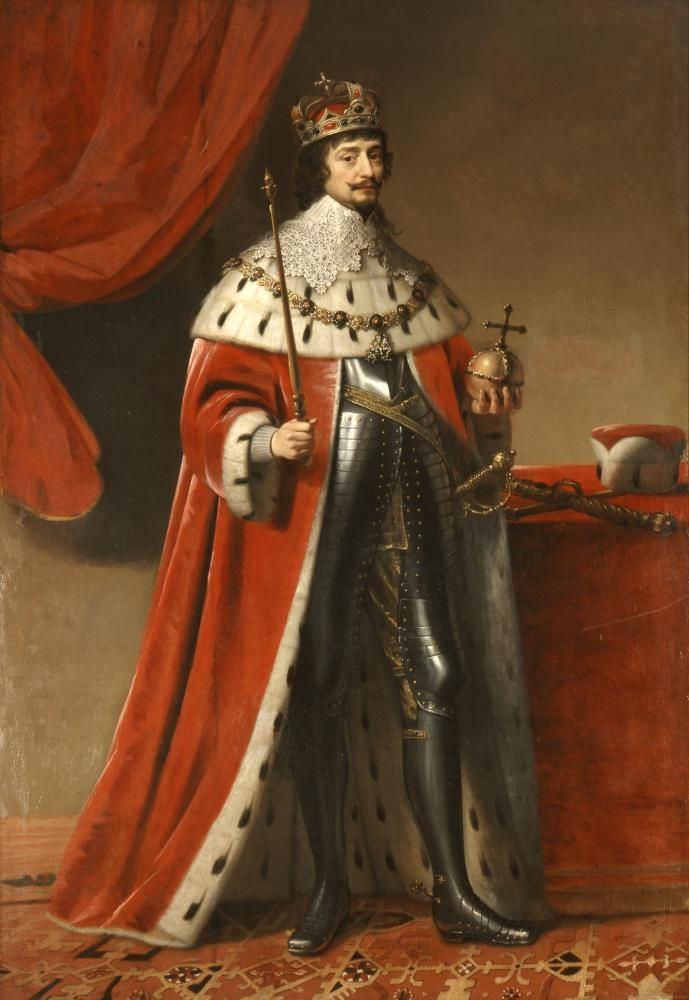
Fridrich Falcký s českými korunovačními klenoty

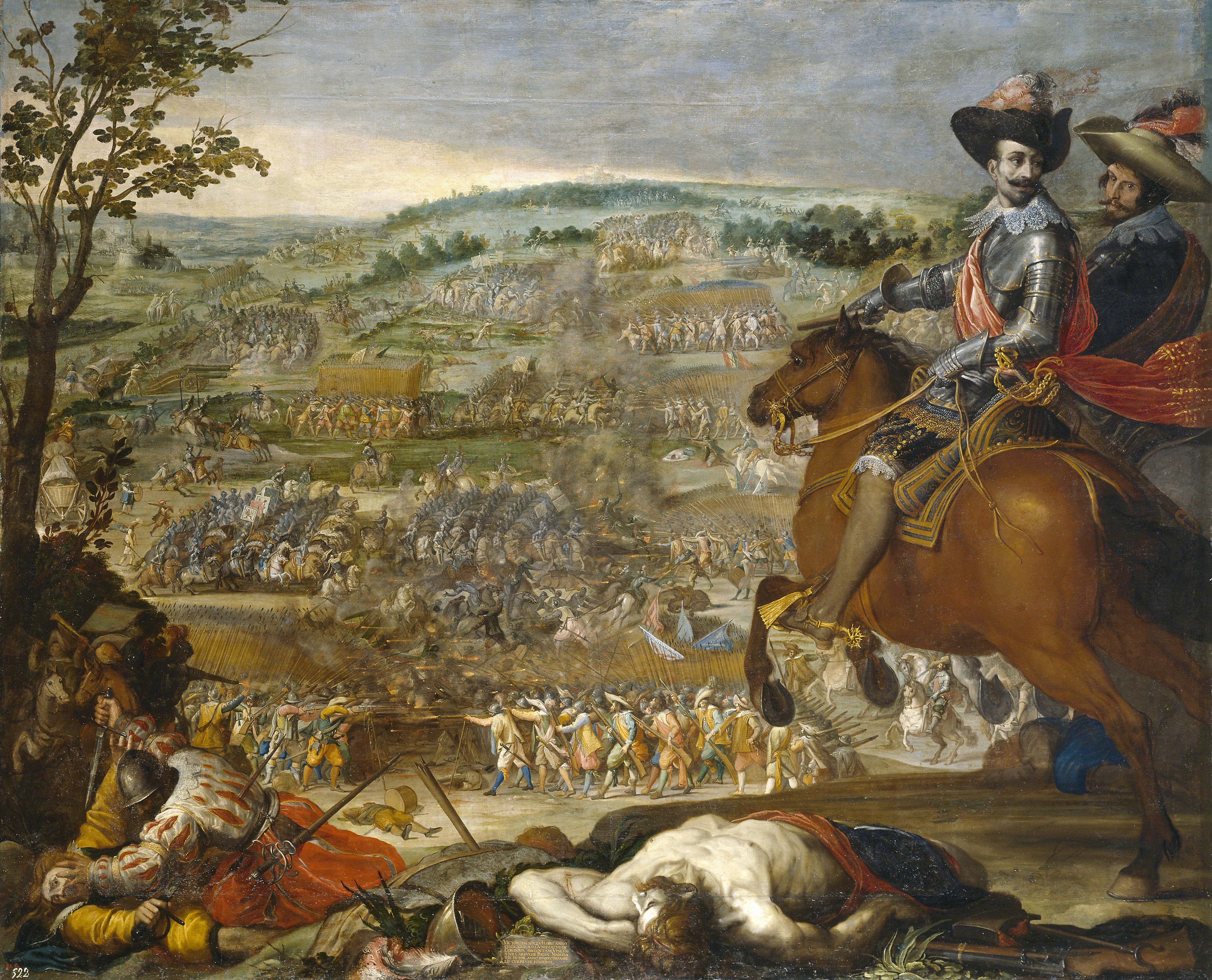
Bitva u Fleurus mezi Španěly
a německými protestanty roku 1622

Stavové si vybrali svého kandidáta na českého krále již za panování bezdětného Rudolfa a snažili se prosadit na trůn Albrechta Jana Smiřického, který však záhy zemřel. Jeho bratr Jindřich Jiří nepřipadal v úvahu, protože byl slabomyslný. Poté se objevili tři kandidáti na český trůn: Karel Emanuel Savojský, luterán Jan Jiří Saský a kalvinista Fridrich Falcký. Karel Emanuel v čele Savojska a s Benátskou republikou podporoval české povstání, nicméně jeho šance na zvolení byly mizivé, především kvůli jeho velkým dluhům. Jan Jiří měl velkou podporu vzhledem k tomu, že byl luterán. Poslední kandidát, Fridrich, byl sice kalvinista, čímž se poněkud odlišoval od v té době majoritního českého proudu, ale mluvilo pro něho to, že pocházel z dynastie Wittelsbachů, jednoho z nejvýznamnějších rodů, a byl vládce historicky velmi významného území v říši, po svém otci zdědil dokonce vůdcovství v Protestantské unii. Další výhodou pro něho byla blízká vazba na anglického krále Jakuba I., s jehož dcerou Alžbětou byl sezdán.
Při vlastní volbě pak byl zvolen Fridrich, ale ukázalo se, že většinu z výše popsaných výhod nedokázal využít a potvrdila se slova skeptiků, kteří ho již v roce 1619 označovali za „zimního krále“, když v prosinci 1620 musel země
Koruny české opustit.
Ferdinand II. byl rozhořčen stavovskou vzpourou, a zatímco stavové leželi v Horních Rakousích a váhali s útokem, získal 18. října za spojence Maxmiliána I. za Bavorsko a Katolickou ligu. Španělé z Bruselu vyslali na pomoc armádu, která se spojila s císařskou a vojskem Katolické ligy pod vedením Karla Buquoye. Mezitím španělský velvyslanec při vídeňském dvoře – don Íñigo Vélez de Guevara – přesvědčil v roce 1620 protestantského saského kurfiřta Jana Jiřího, aby pomohl katolickým silám, především zásahem jeho vojska v Lužicích. Jan Jiří Saský jako první zahájil útok proti narušiteli míru ve Svaté říši, Fridrichu Falckému. Proti němu se postavil slezský velitel Jan Jiří Krnovský. Na pomoc katolickým vojskům vyslal polský král Zikmund III. Vasa lisovčíky – vojáky kozáckého typu, kteří při nájezdu na Moravu drancovali vše, na co přišli. Pouze město Holešov bylo zachráněno zásahem kněze Jana Sarkandera, který se podle některých „pozvání“ lisovčíků zúčastnil. Česká armáda se stáhla zpět k Praze.

Bitva na Bílé hoře u Prahy v roce 1620

I přes relativně dobré postavení stavovského vojska oproti invazi císařské armády při jednom z prvních střetů, bitvě na Bílé hoře 8. listopadu 1620, byly stavovské síly po jedné až dvou hodinách boje poraženy. Když se tato zpráva donesla Fridrichu Falckému, který zrovna pobýval v Praze, bez jakékoli snahy město hájit utekl z Českého království do slezské Vratislavi a později, když se dozvěděl, že se Thurn chce vzdát císaři, opustil v prosinci 1620 země Koruny české nadobro. Thurn nakonec od svého úmyslu upustil poté, co zjistil, že Ferdinand II. není míru nakloněn. Stavovské povstání v Čechách definitivně skončilo popravou dvaceti sedmi českých pánů a veškerý další odboj probíhal ze zahraničí. Poté muselo mnoho lidí hlásících se k jinému než katolickému vyznání odejít do exilu, některým se později podařilo vrátit se při vpádu protestantů do Českých zemí, ale tato situace nikdy netrvala dlouho.

#### Český odboj v exilu
Na území Německa se za Fridrichovy zájmy postavili především Jan Jiří Krnovský, Jiří Fridrich Bádensko-Durlašský a Kristián Brunšvický. Španělský generál Ambrosio Spinola však vytlačil vojska generála Mansfelda z Horní Falce a po mnoha dalších porážkách protestantských vojsk byla 12. dubna 1621 sepsána dohoda, na jejímž základě byla Protestantská unie rozpuštěna . Spinola postupoval dále k Jülichu a dobyl ho. Vůdce Katolické ligy Jan Tilly mezitím v roce 1622 dobyl důležitá města Mannheim a Heidelberg. Fridrich přenechal katolíkům Falc a s Mansfeldem a Kristiánem se stáhli do Nizozemí. Kristián odjel pomáhat příbuzným do Dolního Saska proti Tillymu. V návaznosti na to byl potlačen protestantský odpor v Rakousku a jižním Německu. Poté Tilly na hlavu porazil Kristiána, který se po zjištění, že se bez Mansfeldovy pomoci neobejde, začal stahovat zpět do Nizozemí. Kristián v bitvě jen několik kilometrů od hranic spřáteleného Nizozemí přišel o čtyři pětiny armády a Tilly si podrobil vzpurné Dolní Sasko a Vestfálsko. Bavorský vévoda Maxmilián I. obdržel jako odměnu za své služby Horní Falc a hodnost kurfiřta od svého vyobcovaného bratrance Fridricha Falckého (ve funkci falckého kurfiřta jako Fridrich V.) zbaveného této funkce 23. února 1623. Fridrich bez území a titulu začal cestovat a přesvědčovat protestantské země pro boj za svoji věc, nejprve Nizozemí, které bojovalo proti Španělům v osmdesátileté válce, dále Dánsko a Švédsko. Tím skončila část války, která probíhala pouze v rámci Svaté říše za pomoci Španělska. Regionální konflikt se ale velmi rychle rozšířil.

### Dánská válka (1625–1629)

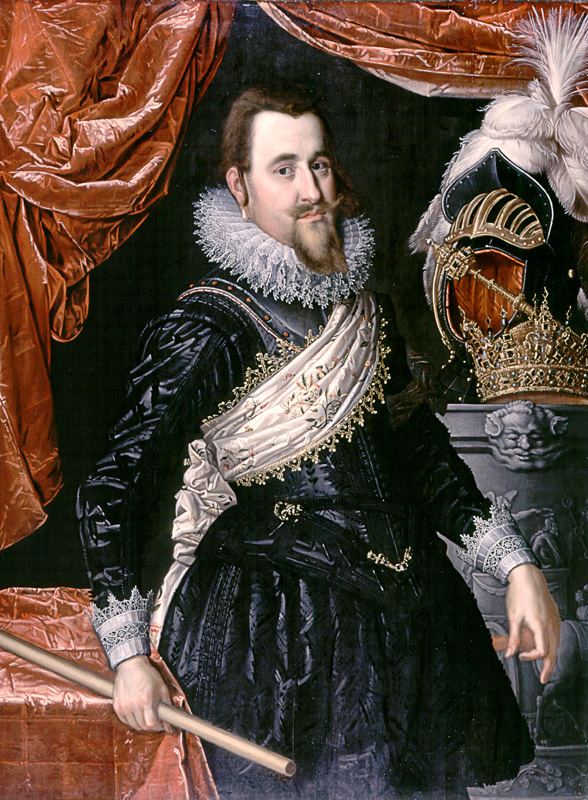
Kristián IV., velitel koaličních vojsk

V letech 1623 až 1625 byl v Evropě relativní klid zbraní, který ale nepřetrval dlouho, již v lednu roku 1624 byla zahájena jednání s cílem získat dánské a anglické spojence. 9. prosince roku 1625 vznikla dohoda zakládající Haagskou koalici, ve které se spojily Nizozemí, Anglie, Dánsko a severní státy Svaté říše římské proti Habsburkům. Nizozemí se války účastnilo již od počátku na straně protihabsburské. Anglie, respektive král Jakub I. Stuart, o několik let dříve přesvědčoval svého zetě Fridricha, aby se těchto bojů nezúčastnil, nicméně po jeho smrti se nakonec jeho následník Karel I. Stuart nechal přesvědčit a do války vstoupil. Kristián IV. Dánský byl luterán a obával se sílící moci katolíků v sousední Svaté říši římské hlavně z toho důvodu, že zde měl sám rodinné vazby – byl vévodou holštýnským, jeho choť pocházela z domu vládců Braniborského markrabství a první syn byl biskupem brémským. Pomoc také přislíbila Francie a Turecko.
Právě Kristián IV. se stal vrchním velitelem vojsk Haagské koalice a také vůdcem sousedního luteránského Dolního Saska. Volba Kristiána do čela armády byla sice poněkud překvapující vzhledem k tomu, že se Dánsko až do té chvíle války prakticky nezúčastnilo, nicméně Kristián v Dánsku dosahoval znamenitých výsledků v reformách armády a ekonomiky a v důsledku toho tam nastalo období prosperity, která v té době neexistovala již v žádném dalším evropském státě. Za podpory výše zmíněných států sestavil Kristián armádu, tvořenou 20 000 žoldnéři a 15 000 národními dobrovolníky.

#### Vstup Albrechta a Kristiána do války

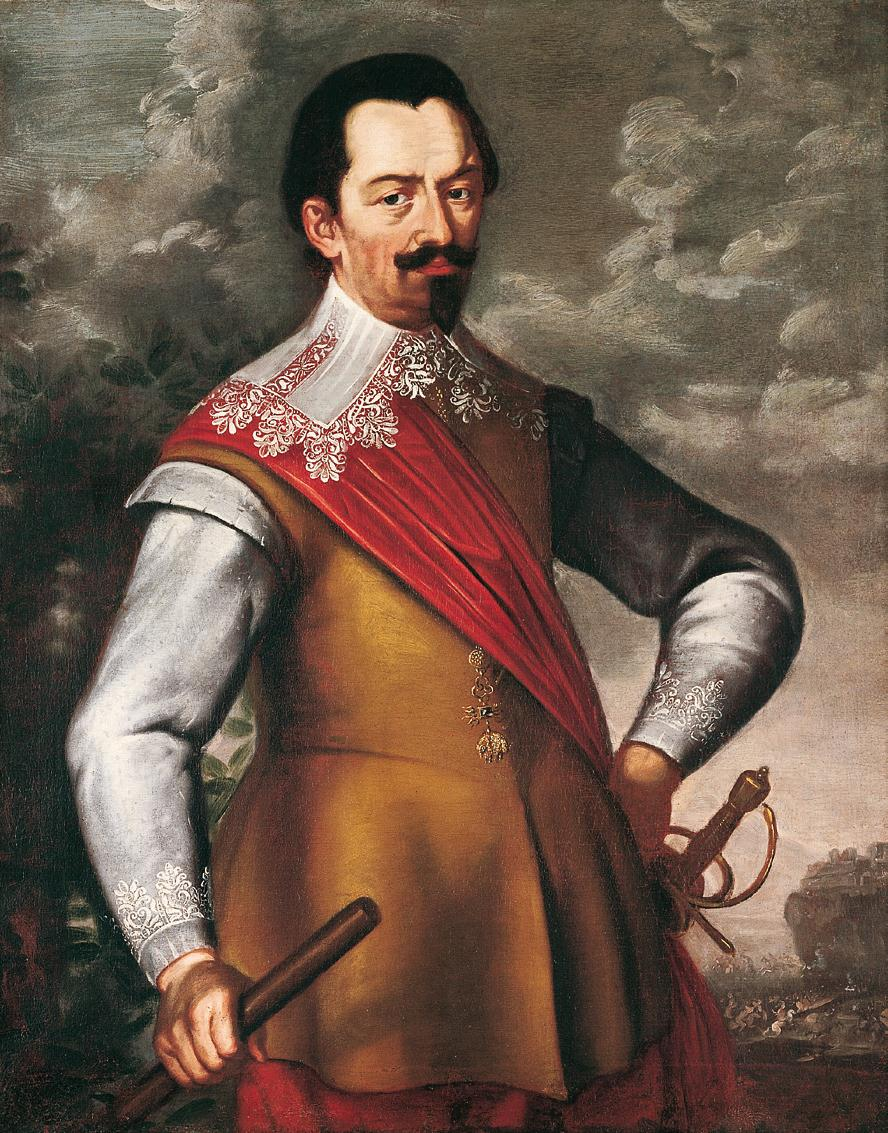
Albrecht z Valdštejna, generál armády císaře Ferdinanda II.

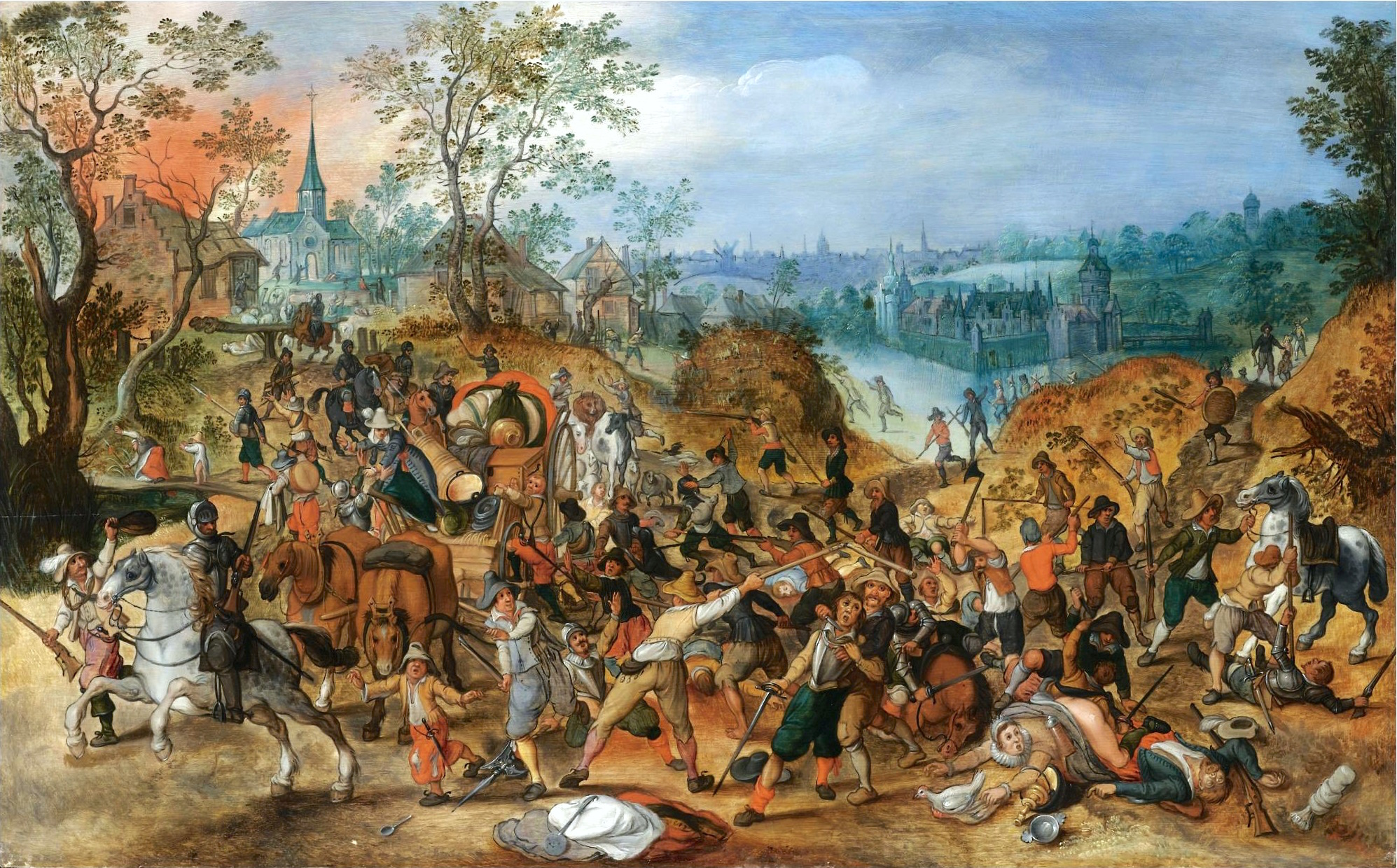
Venkované napadají rabující žoldnéře

Císař římské říše na obranu proti koaliční armádě najal vojenského podnikatele Albrechta z Valdštejna. Byl to původně český protestantský šlechtic, který se ale po několika neshodách s českými stavy přidal na stranu císaře i s odcizenou stavovskou pokladnou, po staroměstské exekuci se výrazně obohatil na konfiskátech a stal se jedním z nejbohatších šlechticů v Čechách a Říši. Bohatství mu umožnilo vytvořit armádu z vlastních zdrojů čítající od 30 000 do 100 000 mužů, kterou Valdštejn poskytl Ferdinandovi II. za právo na získávání válečné kořisti z dobytých území.
Kristián vstoupil do války, aniž by o Valdštejnově válečném angažmá věděl. Sice se mu podařilo postoupit přes Moravu a Slezsko až na území Uher na pomoc sedmihradskému knížeti Gabrielu Betlenovi, ale brzy se musel stáhnout. Již v roce 1626 byl protestantský generál Mansfeld poražen Valdštejnem v bitvě u Desavy a sám Kristián byl poražen Tillym v bitvě u Lutteru. Ke Kristiánově smůle se ukázalo, že dvě největší mocnosti, které přislíbily pomoc, nebyly na vstup do války připraveny. Anglie byla vnitřně rozdrobená a slabá, Francie se zmítala v občanské válce a Švédsko bojovalo s Republikou obou národů. Další ranou pro koaliční vojska bylo, že v roce 1626 náhle v Sarajevu zemřel Mansfeld na cestě do Benátek, se kterými se chtěl dohodnout na obnovení bojů v severní Itálii. Na základě těchto významných vítězství si římský císař Ferdinand II. mohl dovolit v roce 1627 oktrojovat Obnovené zřízení zemské pro země Koruny české, které změnilo stavovskou vládu v těchto zemích na vládu absolutistickou.

#### Vytlačení Dánů zpět
Valdštejn postupoval dále na sever a podrobil si Meklenbursko, Pomořansko a také samotný poloostrov Jutsko. Nedokázal však již dobýt hlavní město Dánska, Kodaň, které se nachází na ostrově Sjælland. Valdštejnovi chyběla námořní flotila a žádné z hanzovních měst nebylo ochotno umožnit výstavbu císařské flotily v Baltském moři a pro španělskou flotilu, která mu byla ochotna pomoci, bylo příliš riskantní Jutský poloostrov obeplout. Proto se Valdštejn pokusil o propojení Severního a Baltského moře příkopem, to se ale ukázalo nad tehdejší možnosti. Poté se ještě pokusil dobýt přístavní město Stralsund, které mělo dostatečné vybavení na stavbu loďstva. Později ale od této snahy upustil, možná proto, že ztráty při obléhání byly vyšší než předpokládané zisky ze zbytku Dánska a spokojil se s tím, že Kristiána přiměl v roce 1629 podepsat lübecký mír. Tím se Kristián zavázal, že nebude podporovat severoněmecké protestantské státy, a za to mu byla ponechána vláda nad Dánskem.
Císaře Ferdinanda II. také 6. března 1629 přesvědčila Katolická liga, aby podepsal restituční edikt, který zrušil sekularizaci církevního majetku provedenou protestanty, především luterány, před augsburským mírem a týkal se dvou arcibiskupství, šestnácti biskupství a stovek klášterů. V tomto roce zemřel Gabriel Betlen. V severním Německu se Valdštejnovi dokázalo ubránit pouze město Stralsund.

### Švédská válka (1630–1635)

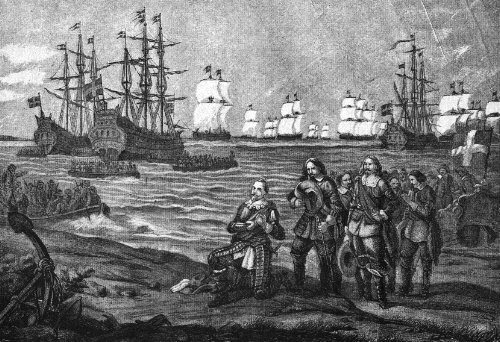
Gustav II. Adolf se vylodil s armádou na Usedomu

Valdštejn, který získává velkou moc v Pobaltí, varoval císaře Ferdinanda II. před vydáním restitučního ediktu, protože se obával, aby se pobouřená protestantská knížata nespojila se švédským králem Gustavem II. Adolfem. Na dvoře Ferdinanda se ale Valdštejnovi nepřátelé snažili císaře přesvědčit o nebezpečnosti veliké moci císařského vrchního velitele vojsk. Na kurfiřtském sněmu v roce 1630 byl Valdštejn zbaven velení císařské armády a velká část z jeho žoldnéřů byla propuštěna. Jako největší kritik Valdštejna zde vystupoval především bavorský kurfiřt Maxmilián, který vzestup Valdštejnovy moci nelibě nesl. Valdštejn tuto zprávu přijal rezignovaně.

#### Vstup Gustava Adolfa do války
Ještě roku 1630 se Gustav II. Adolf skutečně přidal na stranu protestantů a se svou armádou o síle okolo 13 000 mužů se vylodil na ostrově Usedom (Uznojem). Dobře vycvičená švédská armáda se skládala z vysokého počtu dobrovolníků a sedláků loajálních králi, což bylo v tehdejší době nezvyklé. Kromě spojenectví s říšskými knížaty získal Gustav II. Adolf finanční pomoc také od Francie, která se mu zavázala ve smlouvě z 23. ledna 1631 platit 400 000 říšských tolarů ročně, což mu umožnilo vytvořit a vydržovat armádu čítající 36 000 mužů. Tuto smlouvu potvrdil první ministr francouzského krále Ludvíka XIII., kardinál Richelieu. Na další pomoc se mohl Gustav II. spolehnout od Nizozemských provincií. Později v roce 1631 byla sepsána tajná fontainebleuská smlouva mezi Bavorskem, Francií a Švédskem, ta byla ale vzápětí znehodnocena útokem Gustava II. Adolfa na Bavorsko. Nejvýraznějším spojencem na území Svaté říše se stalo Sasko. Současný velitel císařských armád, Tilly, po svém zvolení do čela vojsk dobyl v roce 1631 Magdeburg. Při této příležitosti bylo zabito přinejmenším 20 000 lidí, čímž se „Magdeburská svatba“ zařadila mezi nejkrvavější masakry třicetileté války. Saský kurfiřt Jan Jiří se obával Tillyho útoku, a proto se spojil s Gustavem II. Adolfem a vytvořili armádu o síle 42 000 mužů.

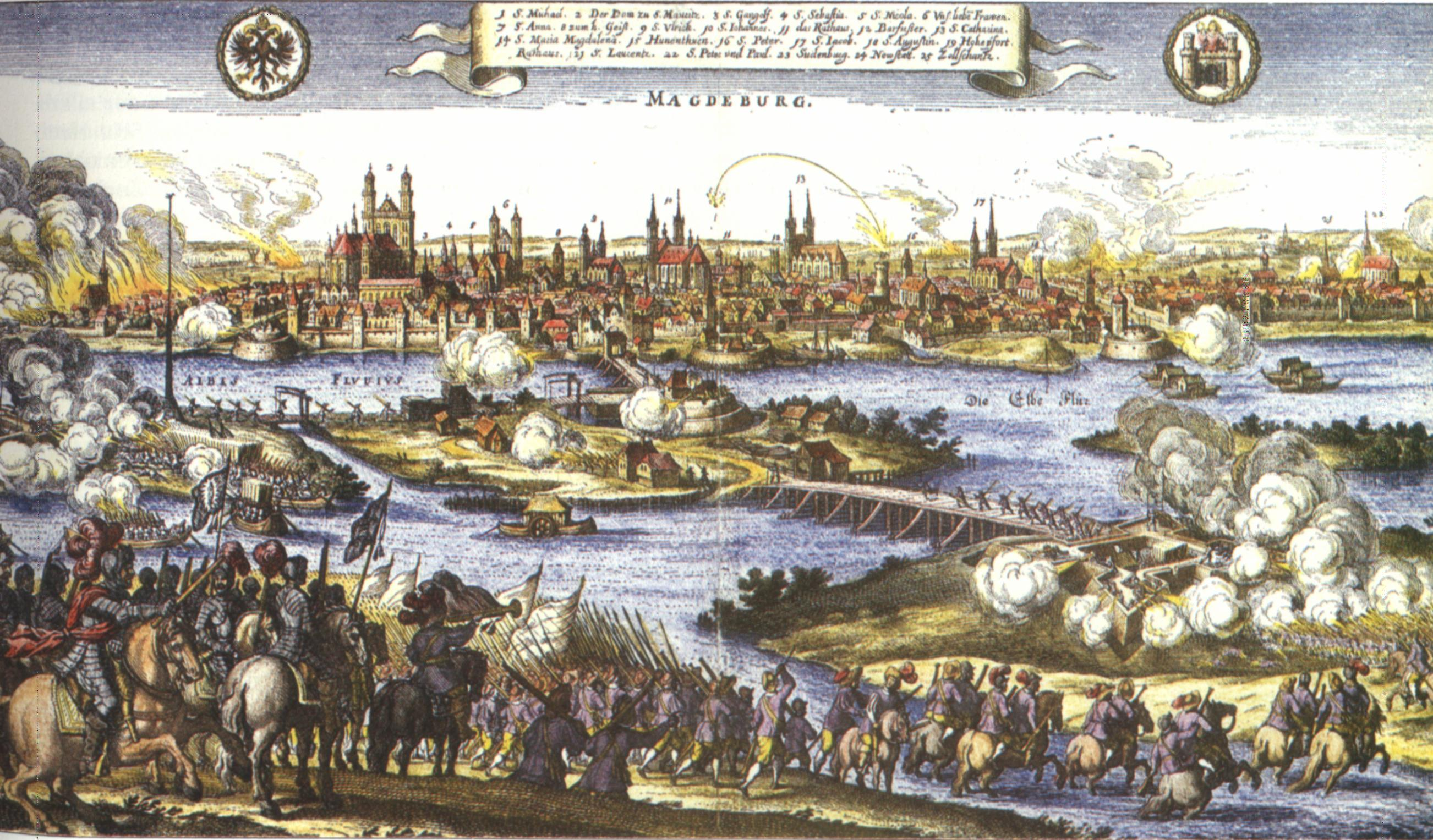
Dobytí Magdeburgu v roce 1631.
Z třiceti tisíc obyvatel jich přežilo pouhých 5 000.

Spojené švédsko-saské vojsko se s Tillym střetlo  bitvě u Breitenfeldu (nedaleko Lipska) a po pěti hodinách císařské pluky udolalo. Po tomto vítězství si vybudoval Gustav II. Adolf hlavní stan ve Frankfurtu nad Mohanem. Ferdinand II. po Tillyho neúspěchu znovu povolal Valdštejna do svých služeb. Ale tentokrát Valdštejn namítl, že je nemocný a již se nechce boje zúčastnit.

#### Saský vpád do českých zemí
Po výhrách nad císařskou armádou vtrhla švédská a saská armáda do Bavorska a do Prahy a začala rabovat pražské domy; spolu s nimi se do vlasti vraceli i někteří čeští exulanti (především z řad šlechty), kteří se začali domáhat restituce svých majetků zabavených po Bílé hoře. U tehdejších pražských obyvatel však Sasové ani čeští exulanti nezískali žádnou velkou podporu. Když se to dozvěděl Valdštejn, přislíbil Ferdinandovi pomoc, ale jenom na tři měsíce, a 15. prosince 1631 byl zvolen vrchním velitelem. Koncem dubna 1632 zemřel na tetanus vrchní velitel ligistické armády Jan Tserclaes Tilly, a v tuto dobu vytáhl se svou novou armádou Valdštejn přes Znojmo do západních Čech, aby odřízl Gustava II. Adolfa od zásobování. Gustav II. Adolf se mezitím střetl s Maxmiliánem u Donauwörthu a porazil ho. Pokračoval dále na Mnichov, který byl posléze Gustavovými prapory zpustošen. Maxmilián musel opustit Bavorsko.

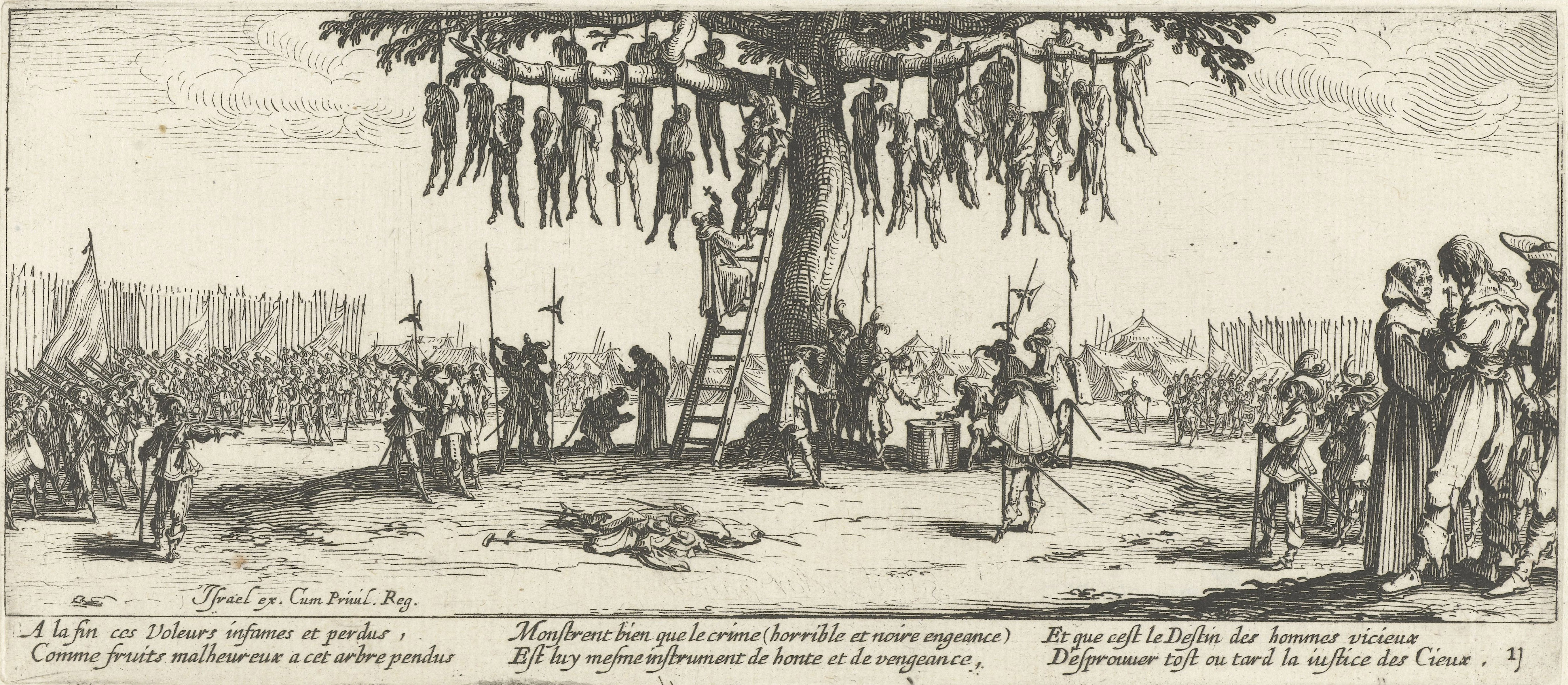
Hrůzy války, Jacques Callot, 1632

Valdštejn začal jednat se saským polním maršálkem, Janem Jiřím z Arnimu, kterému slíbil zrušení restitučního ediktu a náboženskou toleranci v Říši. Arnim odmítl Valdštejnovu nabídku a obrátil se s prosbou o pomoc na švédského krále, protože správně soudil, že Valdštejn po tomto odmítnutí zaútočí na saská vojska v Čechách. Valdštejn skutečně vtrhl do Čech a obsadil 25. května Prahu. Po obsazení Prahy museli čeští stavové společně se saskou armádou Čechy opustit a došlo k dalším konfiskacím.
Gustav II. Adolf se rozhodl rozdělit svoji armádu na dvě části, jedna část mužů zůstala v Bavorsku a Gustav sám v čele 18 000 mužů se vypravil do Norimberka, kde se mínil spojit s armádou švédského kancléře Axela Oxenstierny, čítající okolo 30 000 mužů, proti Valdštejnovi, který táhl do Saska. Gustavovi II. Adolfovi se zpočátku nedařilo zastihnout Valdštejna a na cestě mu až jedna třetina vojska zemřela nebo dezertovala.

#### Bitva u Lützenu

Smrt Gustava II. Adolfa u Lützenu

V listopadu již začínala tuhá zima, Valdštejn již nepředpokládal v tomto roce útok, a proto začal stahovat svoji armádu na přezimování zpět do Lipska. Toho však chtěl využít Gustav II. Adolf a táhl na oslabenou Valdštejnovu armádu. O tomto tahu se ale Valdštejn dozvěděl v Lützenu a rychle poslal pro zbytek armády pod vedením Gottfrieda Heinricha Pappenheima, o kterou byl oslaben. Pappenheim dorazil 16. listopadu 1632 ráno, již do prvních bojů bitvy u Lützenu. V této bitvě padlo mnoho mužů z Valdštejnovy armády včetně Pappenheima a Valdštejn sám byl zraněn, obvykle se ale nemluví o švédském vítězství, protože v této bitvě padl i sám Gustav II. Adolf, což mělo neblahý vliv na morálku švédské armády v dalších bojích třicetileté války.
Valdštejn za své konání u Lützenu dostal pochvalu od císaře, i když za nezodpovědné chování zbytku císařské armády padly i rozsudky smrti. Ve Švédsku převzala moc říšská rada, která zastupovala Gustavovu nezletilou dceru Kristýnu. Po několika prohrách bylo švédské vojsko staženo a nahrazeno žoldáckým vojskem. Švédský kancléř Oxenstierna vyjednával s Francií a německými knížaty.
Jindřich Matyáš Thurn spolu s dalšími českými stavy začal jednat s Valdštejnem, aby se stal českým králem. Valdštejn ale ani na jeden z těchto návrhů neodpověděl a veškerá jednání před císařským dvorem popřel. Valdštejn nicméně začal opět vyjednávat se saskou armádou o společné intervenci proti notně oslabeným žoldáckým švédským vojskům ve Svaté říši. Vzhledem k závažnosti, ale hlavně zvláštnosti návrhu vyslal Arnim za Valdštejnem svého maršála Františka Albrechta z Lauenbergu, který se dozvěděl, že Valdštejn chce vyhnat nejen Švédy, ale i Francouze a Španěly. Jediným výsledkem dlouhého jednání bylo, že Arnim odtáhl se svou armádou ze Slezska, což poskytlo Valdštejnovi příležitost k obsazení Stínavy, kde čekala švédská armáda o síle okolo 6 000 vojáků pod velením Thurna. Valdštejn díky své silnější armádě čítající 30 000 mužů a rychlému obklíčení záhy přinutil Thurna ke kapitulaci. Většina z Thurnových žoldnéřů přešla na stranu Valdštejna, který získal všechny pevnosti ve Slezsku jako kompenzaci. Naopak Thurn a většina švédských důstojníků byla propuštěna. Poté o vítězství informoval císaře a znovu kontaktoval Lauenberga, který opět jeho nabídku odmítl.

#### Pád Řezna a Valdštejnova smrt
Valdštejn uspořádal tažení, aby Čechy chránil před vpádem švédských vojsk, ale minul se s nimi. Švédskému vrchnímu veliteli Bernardu Sasko-Výmarskému se mezitím 14. listopadu 1633 vzdalo Řezno a Maxmilián žádal o okamžitou pomoc. Valdštejn už na sklonku roku nechtěl cestovat, také kvůli svému horšícímu se zdravotnímu stavu, nicméně nakonec se nechal přemluvit. Při tažení jel přes Plzeň, kde si opět stěžoval na slabé zdraví, ale císařský poradce Trautmannsdorf ho znovu přesvědčil o nutnosti cesty. Valdštejnovi se nepodařilo při své cestě překonat Dunaj, vrátil se tedy do Plzně. Maxmilián Bavorský pochyboval, zda za Valdštejnovým neúspěchem stojí skutečně jen špatné počasí a chabé zdraví, na vídeňském dvoře se proto zvedla proti Valdštejnovi vlna odporu. Na počátku roku 1634 byl Valdštejn zbaven vrchního velení a později prohlášen za zrádce, zatím tajně. Jeho titul získal Matyáš Gallas. Valdštejn se rozhodl přezimovat se zbytkem své armády v Chebu, kde byl později na císařův pokyn zavražděn irskými důstojníky v císařských službách z městské posádky.

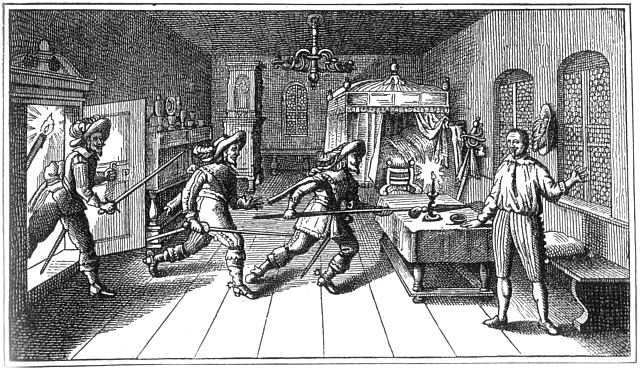
Vražda Albrechta z Valdštejna
v Chebu

Po smrti Valdštejna se podařilo císařské armádě dobýt zpět Řezno a Donauwörth. Poté se spojila s armádou španělskou a zbylé švédské oddíly porazila v září 1634 v bitvě u Nördlingenu. Při takovémto vývoji nabídl saský kurfiřt Jan Jiří spojenectví. To bylo nakonec uzavřeno v roce 1635, a zaštítil je pražský mír. Za přestoupení získali Sasové obě Lužice, dále byla na 40 let pozastavena platnost restitučního ediktu.

### Švédsko-francouzská válka (1635–1648)

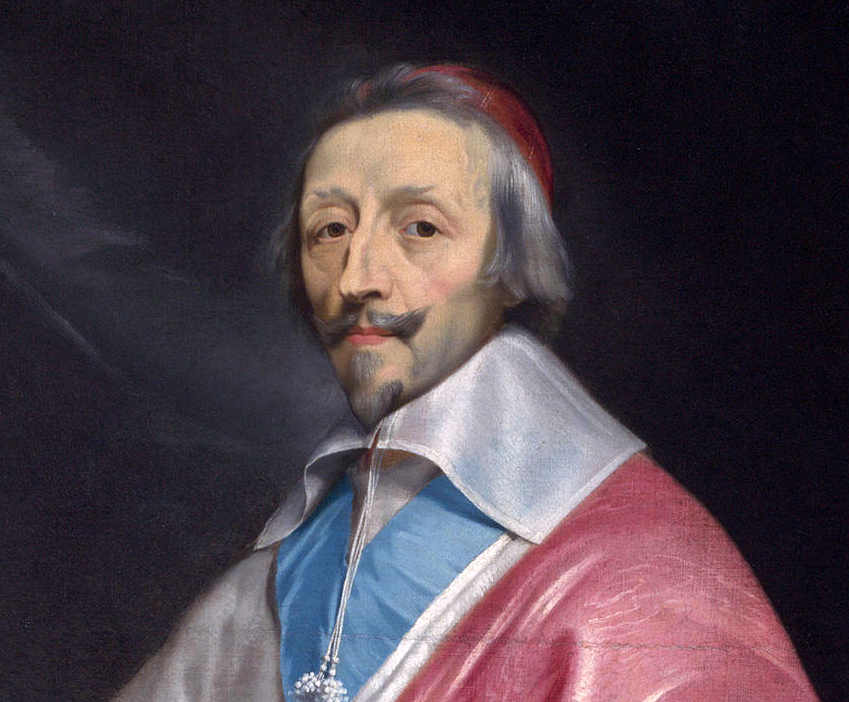
Kardinál Richelieu

Ač ve Francii převládalo římskokatolické vyznání, vláda už delší dobu podporovala protestantskou stranu finančně. Francie se totiž obávala velké mocí Habsburků, především na hranici francouzských východních provincií. Během prvních let třicetileté války probíhala ve Francii válka mezi hugenoty a katolickým králem Ludvíkem, respektive jeho prvním ministrem, kardinálem Richelieu, takže se Francie vojensky nezapojila. Ke změně došlo, když padl v roce 1628 přístav La Rochelle.

#### Vojenský vstup Francie do války
Po roce 1628 se Francie spojila s Nizozemskými provinciemi a Švédskem a vstoupila do války proti Španělsku (tato část bojů se označuje jako francouzsko-španělská válka). Na to Španělsko reagovalo vpádem na území Francie pod vedením císařského generála Jana z Werthu a kardinála Ferdinanda Habsburského. Španělé se dostali v roce 1636 do provincií Champagne a Burgundy, přes které postoupili až k Paříži. Odsud byli vyhnáni Bernardem Sasko-Výmarským, který je porazil v bitvě u Compiègne. V roce 1637 zemřel císař Ferdinand II. a na jeho místo nastoupil jeho syn Ferdinand III.

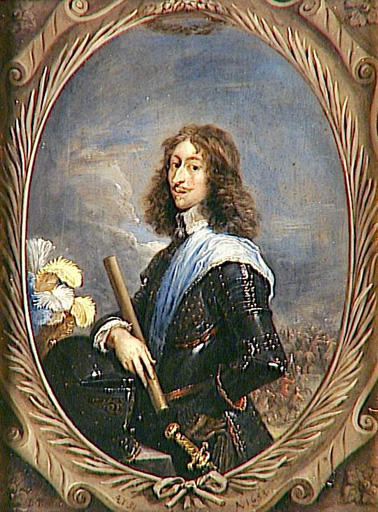
Bourbonovec Ludvík II. „Velký Condé“

Protihabsburské síly obsadily řadu pevností ve Svaté říši u hranic s Francií. Největší ztrátou byla pevnost Breisach, dobytá Francouzi v roce 1638, díky níž mohli dříve Španělé posílat své posily z italských provincií do Nizozemí. Španělské loďstvo také utrpělo porážku od Nizozemců, což téměř znemožnilo přesouvání španělských posil do Svaté říše. Oslabení Španělska využily Katalánie a Portugalské království a vzbouřily se. S Katalánií začal jednat kardinál Richelieu a nabízel, že dosadí Ludvíka XIII. na její trůn. Portugalsko se v roce 1640 od Španělska odtrhlo.

#### Smrt Richelieua a bitva u Rocroi

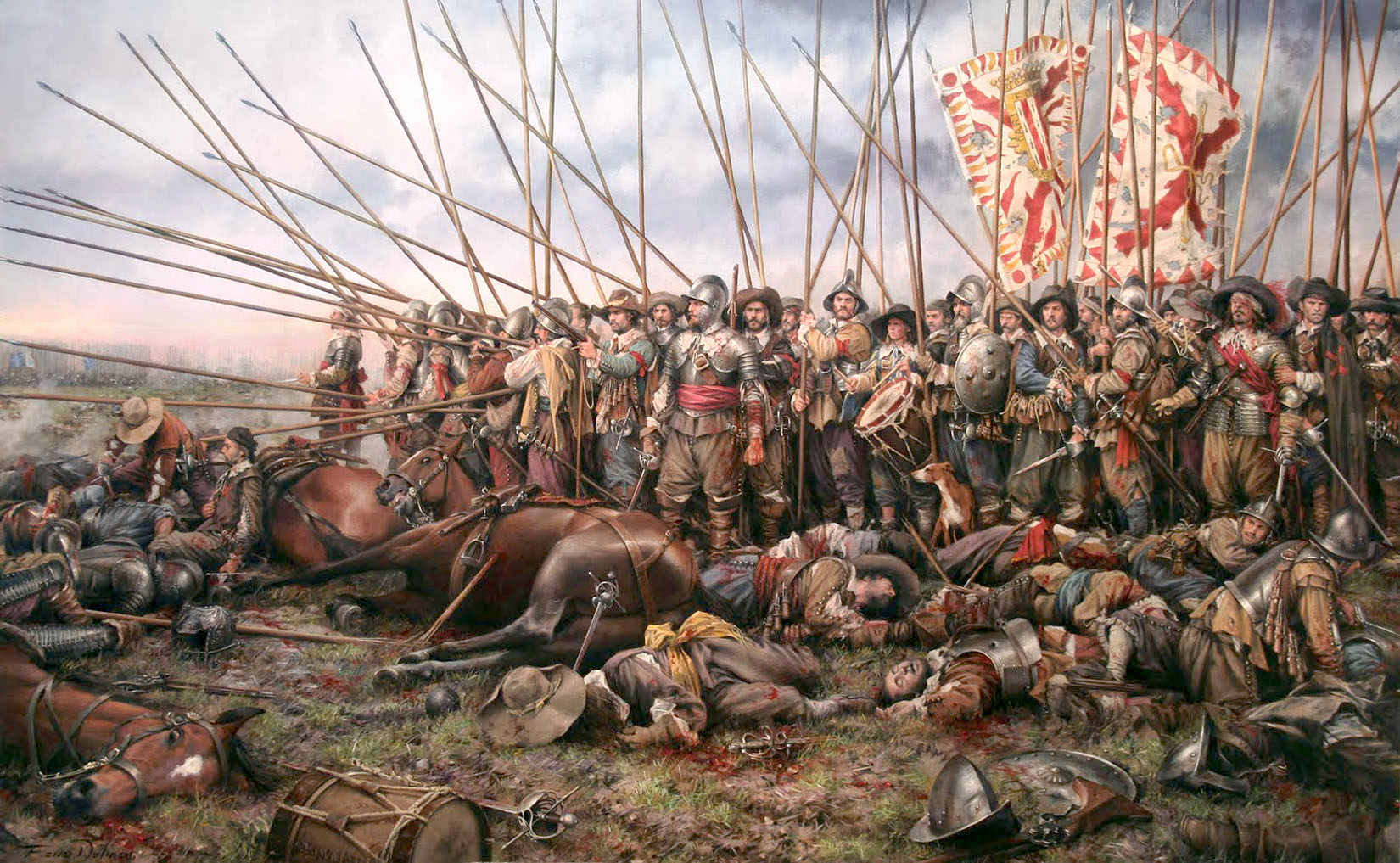
Španělští pěšáci očekávají poslední útok v bitvě u Rocroi roku 1643

V roce 1639 byla císařská armáda zatlačena švédskou armádou až k Drážďanům. Francie se Švédskem začaly připravovat mírovou smlouvu, ve které by bylo stvrzeno jejich vítězství. V roce 1642 zemřel kardinál Richelieu a na místo prvního ministra nastoupil kardinál Mazarin. O rok později zemřel také sám král Ludvík XIII. a na trůn nastoupil jeho syn Ludvík XIV., v témže roce zemřel i nejvyšší švédský důstojník, Johan Banér, a do čela švédského vojska se dostal Lennart Torstenson.
V roce 1643 došlo k rozhodující bitvě španělských a francouzských vojsk u Rocroi, kde mladičký Ludvík II. Bourbon, vévoda d’Enghien porazil španělsko-císařskou armádu, složenou převážně z tradičních tercií. To mu vyneslo vojenskou slávu, tato porážka také vedla k počátku mírových jednání, která byla započata roku 1644 v Münsteru a Osnabrücku. Jednání nakonec vedla k podepsání vestfálského míru roku 1648.
Nový velitel švédského vojska Torstenson zahájil v roce 1642 invazi přes Slezsko na Moravu, během které obsadil Olomouc. Po druhé bitvě u Breitenfeldu se dostal v roce 1643 k Praze a odtud na Moravu, pak však bylo koncem roku švédské vojsko odvoláno do nové války v Dánsku. Roku 1645 se střetla švédská a císařská vojska v bitvě u Jankova, v které Torstenson vyhrál. Tohoto vítězství chtěl využít a napadnout Vídeň. Při tažení museli Švédové překonat Brno, což se jim však nepodařilo a od obléhaného Brna se museli stáhnout zpět do Švédska. Ve funkci vrchního velitele švédských armád vystřídal Torstensona Carl Gustav Wrangel. Ferdinand III. nakonec podepsal separátní mír se sedmihradským knížetem Jiřím I. Rákoczym.

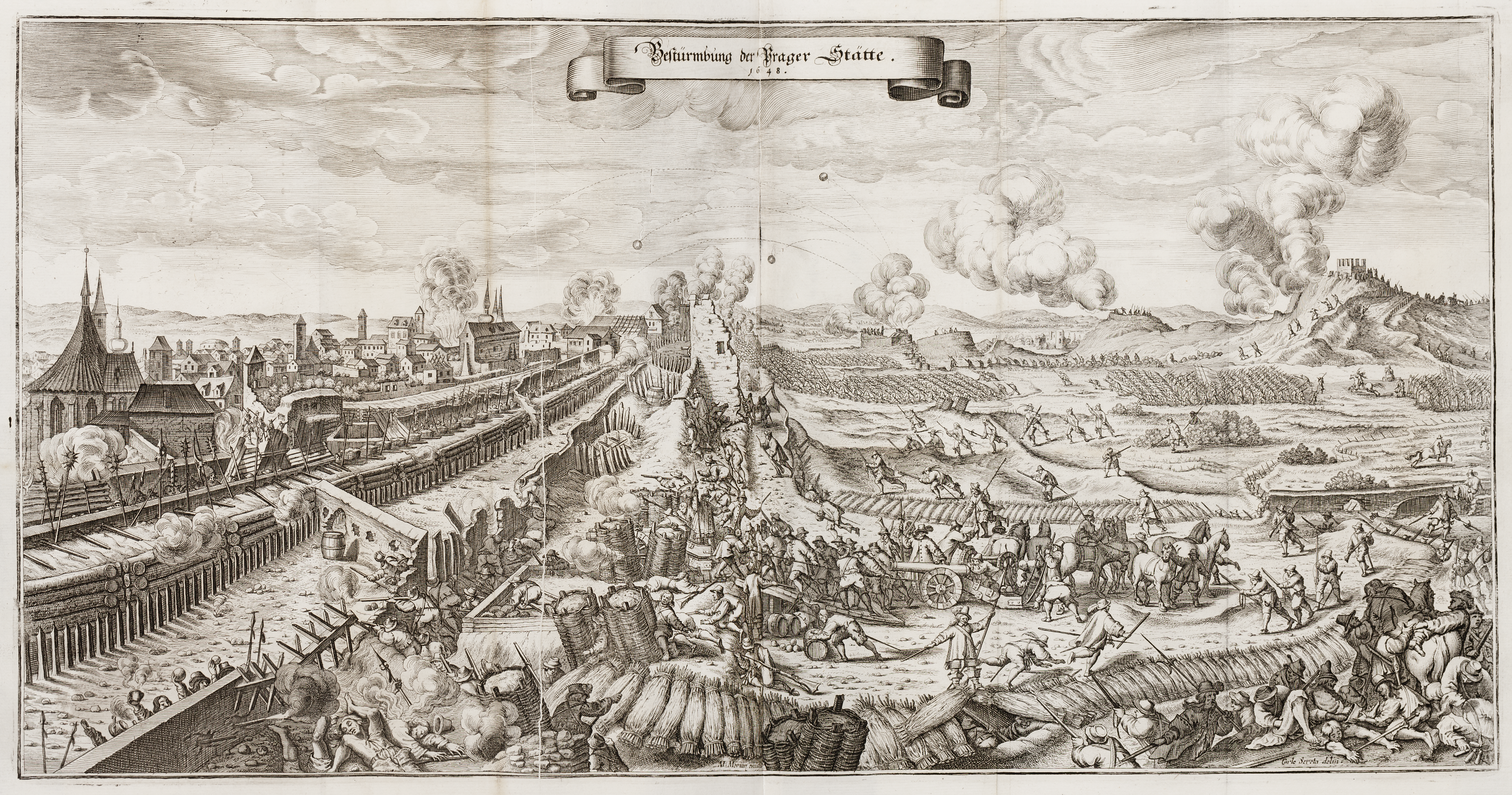
Obléhání Prahy na rytině z Theatrum Europaeum, na podkladě malby Karla Škréty

Švédům, kteří se oddělili od hlavního proudu pod vedením generála Hanse Christoffa Königsmarcka, se podařilo v roce 1648 nečekaným útokem dobýt města Pražská na levém břehu Vltavy. Při tomto přepadu byly uloupeny cenné umělecké sbírky z Pražského hradu a do zajetí se dostalo mnoho urozených pánů, kteří museli zaplatit vysoké výkupné. Vniknutí Švédů na pravý břeh zabránili Pražané a studenti, kteří zahradili Karlův most. V Praze se bojovalo ještě několik měsíců po uzavření vestfálského míru, poté obě strany podepsaly mírovou dohodu a Švédové se stáhli.

## Ukončení a následky

### Vestfálský mír a jeho politický dopad

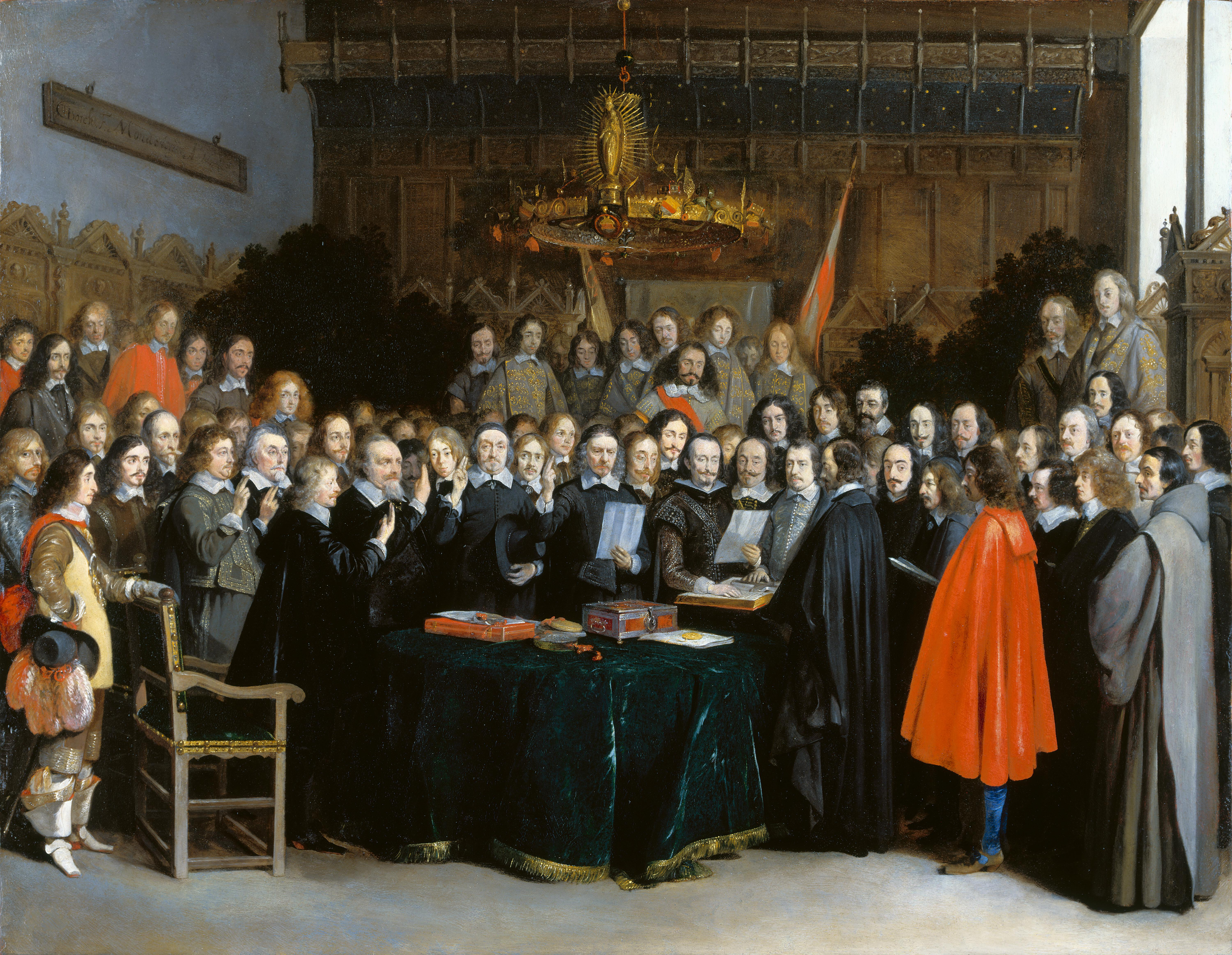
Diplomaté v Münsteru sjednávají vestfálský mír.

V roce 1644 byla ve městech Osnabrück a Münster ve Vestfálsku (severozápadní Německo) zahájena mírová jednání. Proto se dohoda uzavřená v roce 1648 nazývá vestfálský mír. Krom třicetileté války řešil tento mír také osmdesátiletou válku mezi Španělskem a Nizozemskými provinciemi. Boje mezi Francií a Španělskem probíhaly po vestfálském míru do roku 1659, kdy byl sepsán pyrenejský mír.
Vestfálský mír znamenal příklon k absolutismu a také striktní dodržování augšpurského určování náboženství podle panovníka (cuius regio, eius religio), které bylo před válkou v některých zemích praktikováno s určitou benevolencí. Během války nastoupil nový umělecký směr, baroko, které vytlačilo renesanci a stalo se nástrojem protireformace. V zemích České koruny došlo během války a bezprostředně po ní k „době temna“ v důsledku toho, že v tomto regionu přišlo o život velké množství lidí a mnoho jich muselo odejít kvůli náboženskému přesvědčení. Jedním z nejvýznamnějších Čechů, kteří odešli, byl Jan Amos Komenský. Třicetiletá válka byla také posledním velkým náboženským konfliktem v Evropě, od této doby již nikdy neproběhla takto komplexní válka, která by se odvolávala na náboženství.

### Ztráty na životech a šíření nemocí

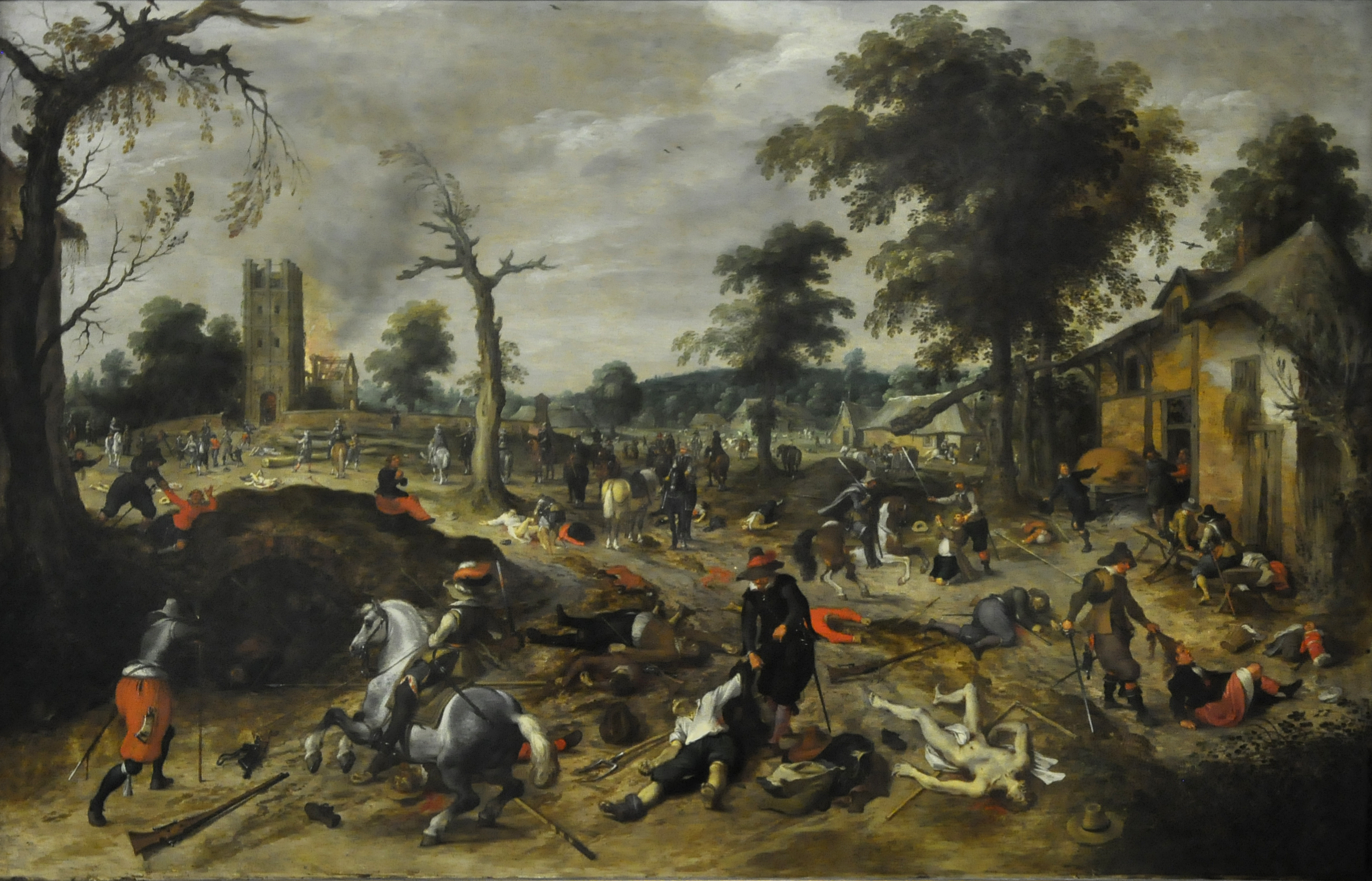
Vojáci se dopouštěli krutostí na civilním obyvatelstvu

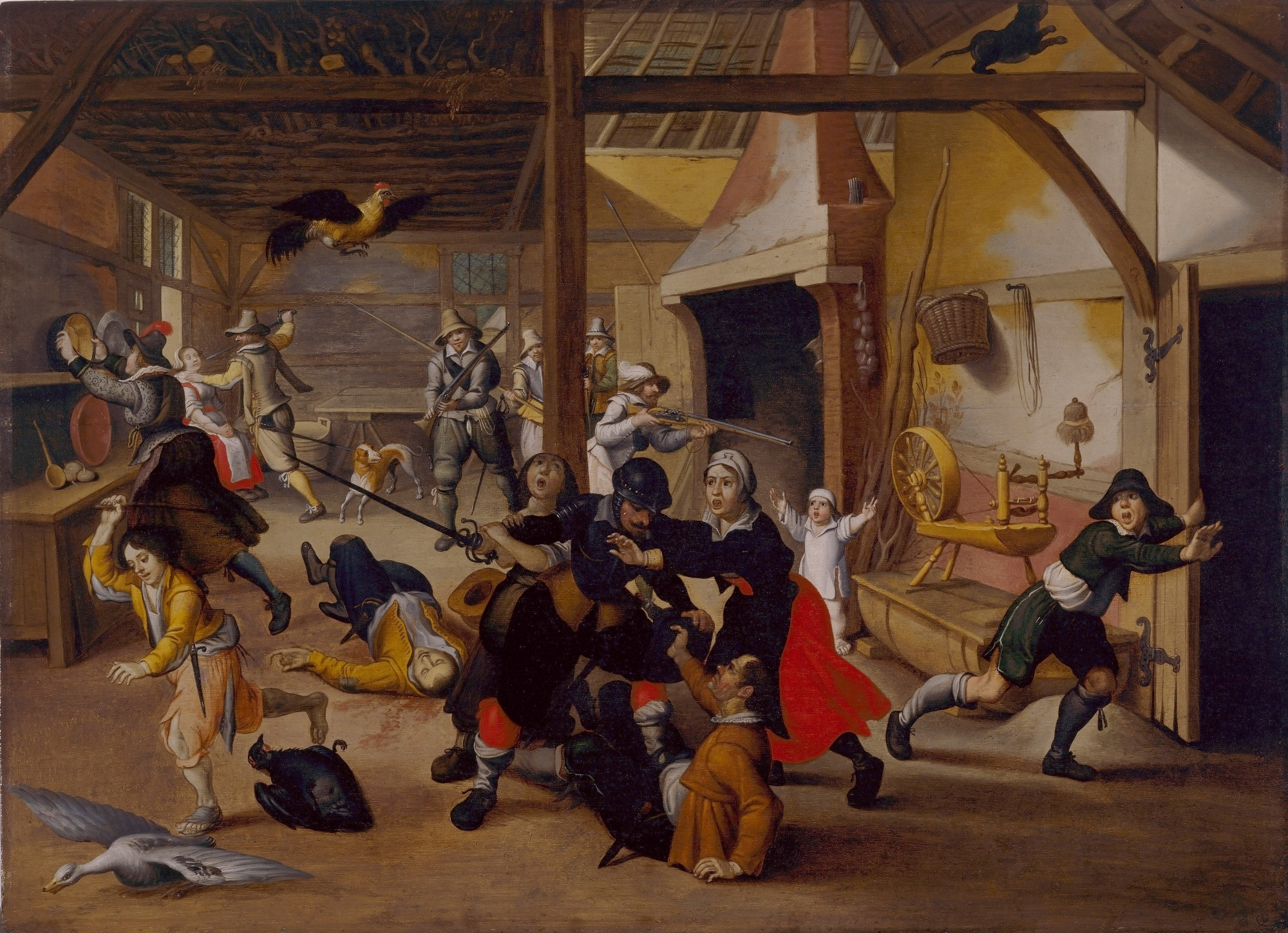
Žoldnéři rabují usedlost

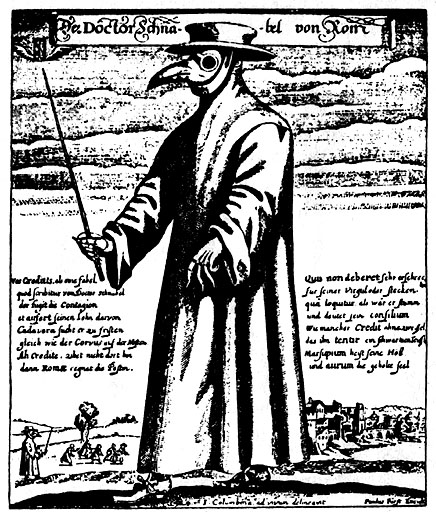
Lékař s maskou při morové epidemii na rytině ze 17. století

V německých zemích válka způsobila úbytek obyvatelstva v průměru o třicet procent, u mužů to bylo až o padesát procent. Na území dnešního Braniborska klesl počet lidí o polovinu a v dnešním Pomořansku a na dalších místech až o dvě třetiny. Jedním z nejvíce poškozených měst byl Magdeburg, ve kterém během války poklesl počet obyvatel z 25 000 na 2 464. V oblastech na východ od Labe bylo opuštěno nebo pobořeno 87 % domů. V Čechách bylo vypáleno a zničeno 813 vesnic, 80 měst a 215 zámků, na Moravě 332 vesnic, 22 měst a 63 zámků. Počet obyvatel Českých zemí poklesl nejméně o jednu třetinu a po válce bylo pustých 20 % usedlostí v Čechách a 22 % na Moravě. Např. počet obyvatel Olomouce klesl na pouhých 1675 obyvatel (dobové zprávy uvádí z původních 30 tisíc, reálně však asi z 15 tisíc).  Některým oblastem se válka téměř vyhnula, v Dolním Sasku klesl počet obyvatel pouze o deset procent.
Zpustošenou zemi popsal Petr Lehnstein: „Člověk jde až deset mil a nepotká člověka, kus dobytka, neuvidí ani špačka. V některých místech najde starého muže, dítě nebo dvě staré ženy. Ve všech vesnicích je v domech plno mrtvol. Muži, ženy, děti i čeleď, vepři, krávy a voli leží vedle sebe. Byli utrápeni hladem a zardoušeni morem. Jsou plni larv a červů. Požírají je vlci, lišky, psi, krkavci, vrány a jiní ptáci, poněvadž nebylo nikoho, kdo by je pochoval, politoval a oplakal.“
V dnešním Německu a okolních zemích během války a po ní docházelo k propuknutí mnoha epidemií. Tento stav nebyl nikdy během válek výjimečný, vzhledem k velkému mísení obyvatel, kdy se vojáci přesouvali z jedné pozice do další a na jiné fronty. Navíc také docházelo k velkému přesidlování utečenců, toto vše dohromady poskytovalo podmínky pro šíření epidemií. Dobové kroniky se sice zmiňují o lokálních epidemiích, nicméně když se střetly dánská a císařská armáda v okolí Saska a Durynska v letech 1625–26, mluví záznamy z té doby o rapidním nárůstu nemocnosti. Kroniky a dobové záznamy podávají informace o takzvané „uherské nemoci“, její pravá podstata není známá, je uváděna jako úplavice nebo též syfilis. V tomto období se také objevují epidemie moru, tyfu nebo kurdějí.
Český kněz a historik Bohuslav Balbín napsal několik let po válce: „Spatříš mnohdy na opuštěném místě trčeti bránu, sloup, ohromné trosky veliké budovy. To je vše, co zbývá ze zámku, který se tu vypínal. Jinde strmí osamělá věž, jediný to zbytek vesnice či tvrze, jež pohltily plameny. Nebylo by možná uvést města, ba ani hradu, který by nebyl vypálen.“
Úmrtnost vojáků byla extrémně vysoká; z 230 mužů odvedených do armády ze švédské vesnice Bygdeå v letech 1621 až 1639 bylo 215 označeno za mrtvé nebo nezvěstné, zatímco dalších pět se vrátilo domů zmrzačených. V roce 2011 byl objeven masový hrob s vojáky, kteří zahynuli v bitvě u Lützenu. Většina z nich byla ve věku 20 až 30 let a často šlo o veterány, kteří měli zhojená zranění z dřívějších bitev.

### Země Evropy po válce
- Anglie, Irsko a Skotsko: Relativně válkou nedotčené země, v nichž ještě během třicetileté války vypukla válka občanská, která vyústila roku 1651 ve vládu Olivera Cromwella.
- Země Koruny české: Vyšly z války menší o území Horní a Dolní Lužice, které bylo připojeno v roce 1635 k Sasku jako vypořádání mezi kurfiřtem a císařem Svaté říše. Válečnými útrapami byla nejvíce ze všech stavů postižena města, která musela odvádět nejvíce daní přímo i nepřímo, těmito útrapami byly znovu utuženy cechy, a tím byl zpomalen městský hospodářský rozvoj.[39] Dále zaznamenaly konec nezávislosti stavovského soustátí a vznik dědičného království v držení Habsburků, kteří si tyto země udrželi do roku 1918.
- Nizozemské provincie: Po osmdesáti letech bojů se Španělskem jim byla uznána oficiálně nezávislost ze strany Říše a Španělska (fakticky byla uznána již roku 1609, kdy bylo sjednáno dvanáctileté příměří).
- Svatá říše římská: Statutem quo byl vestfálským mírem určen rok 1624. Stal se z ní svazek nezávislých států s formální hlavou státu – císařem, voleným pro příště už jen z rodu Habsburků. Habsburkové si ale podrželi absolutní moc ve svých dědičných zemích (země Koruny české, Rakouské země) – rekatolizace zde zvítězila a konfiskace zůstaly v platnosti. Také se udrželi v Uhrách, kde však museli tolerovat protestantskou víru.
- Španělsko: Během války, v roce 1640, se od něj odtrhlo Portugalské království. Válka také velice urychlila úpadek této mocnosti, který byl završen vymřením habsburské větve španělských panovníků roku 1700.
- Švédsko: V posledních letech války mimo jiné bojovalo s poměrně výrazným úspěchem také s Dánskem o dominium maris Baltici (panství nad Baltským mořem) a podařilo se mu uhájit výsadní postavení v okolí Baltu, což z něho udělalo novou evropskou velmoc.
- Švýcarská konfederace: Definitivně byla uznána nezávislou ze strany Říše. „Věčná neutralita“ byla uznána všemi evropskými mocnostmi a Švýcarsko si ji udrželo dodnes.

## Způsob boje

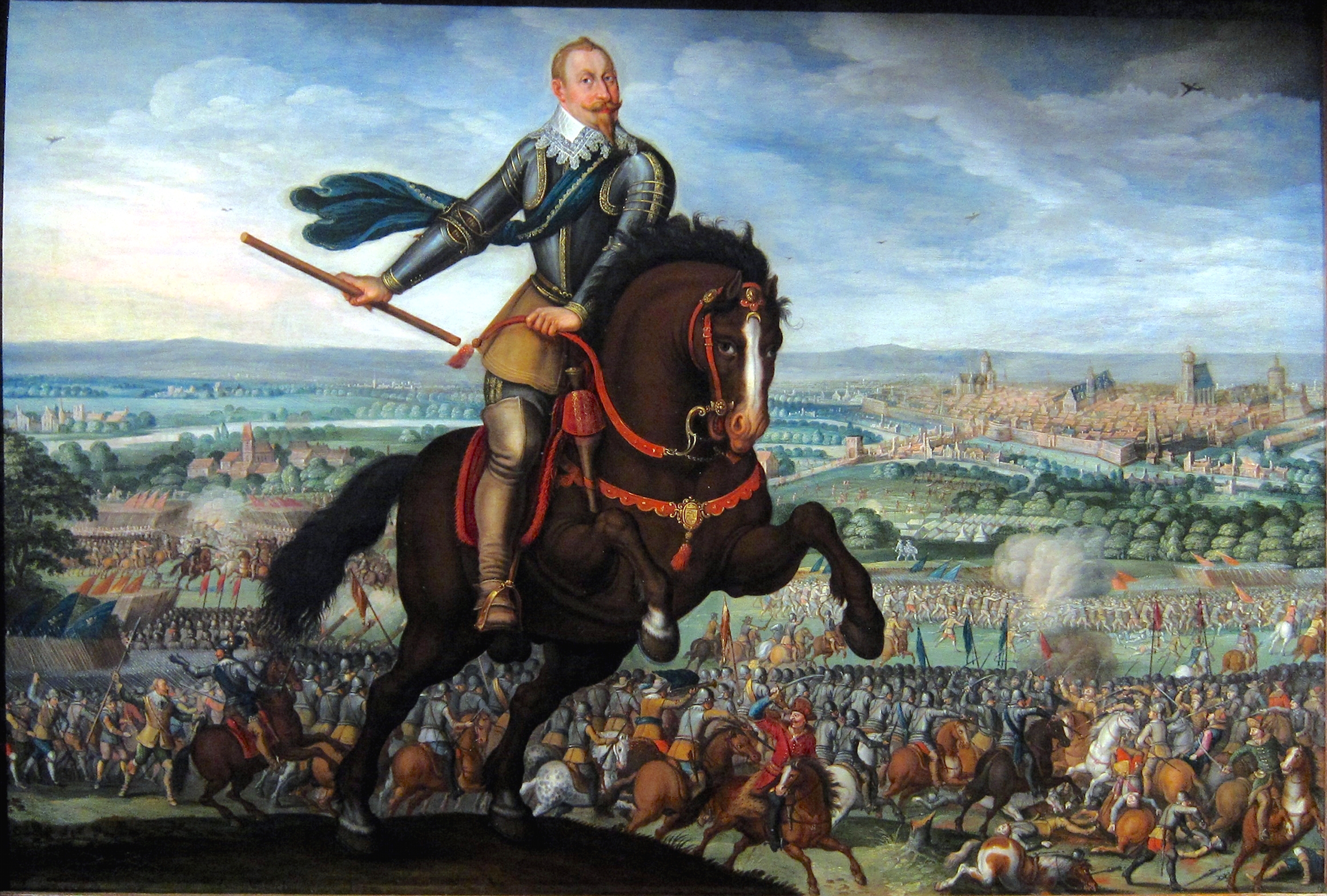
Gustav II. Adolf, největší vojenský reformátor této války

V této válce bojovali především lidé, kteří byli najímáni za žold (převážná většina všech vojáků byli právě žoldnéři). Nejvíce jich poskytovaly země na území dnešního Německa, Hesensko a Švýcarsko) a dále Itálie. Španělé získávali vojáky ze svých evropských držav, takže krom vlastního Španělska ještě z Itálie, Valonska a Německa.

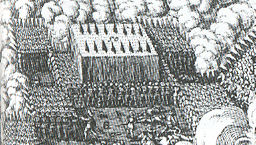
Tercie v bitvě, výřez z mědirytiny od Mattäuse Meriana zobrazující bitvu
u Lützenu

Nejvýraznější bojovou taktikou se do této války zapojilo hned od začátku Španělsko s bojovými formacemi, kterým se říkalo španělský čtverec nebo tercie. Boj v tercii byla taktika známá od 16. století a pocházela zřejmě ze Švýcarska. Jádro této formace čítající do 3 000 mužů tvořili pikenýři uspořádáni ve falanze, a okolo nich byli rozestavěni mušketýři. Tyto formace byly díky své vysoké morálce a hloubce řad známé svojí neporazitelností, ovšem až do bitvy u Rocroi, kde byli Španělé poraženi.

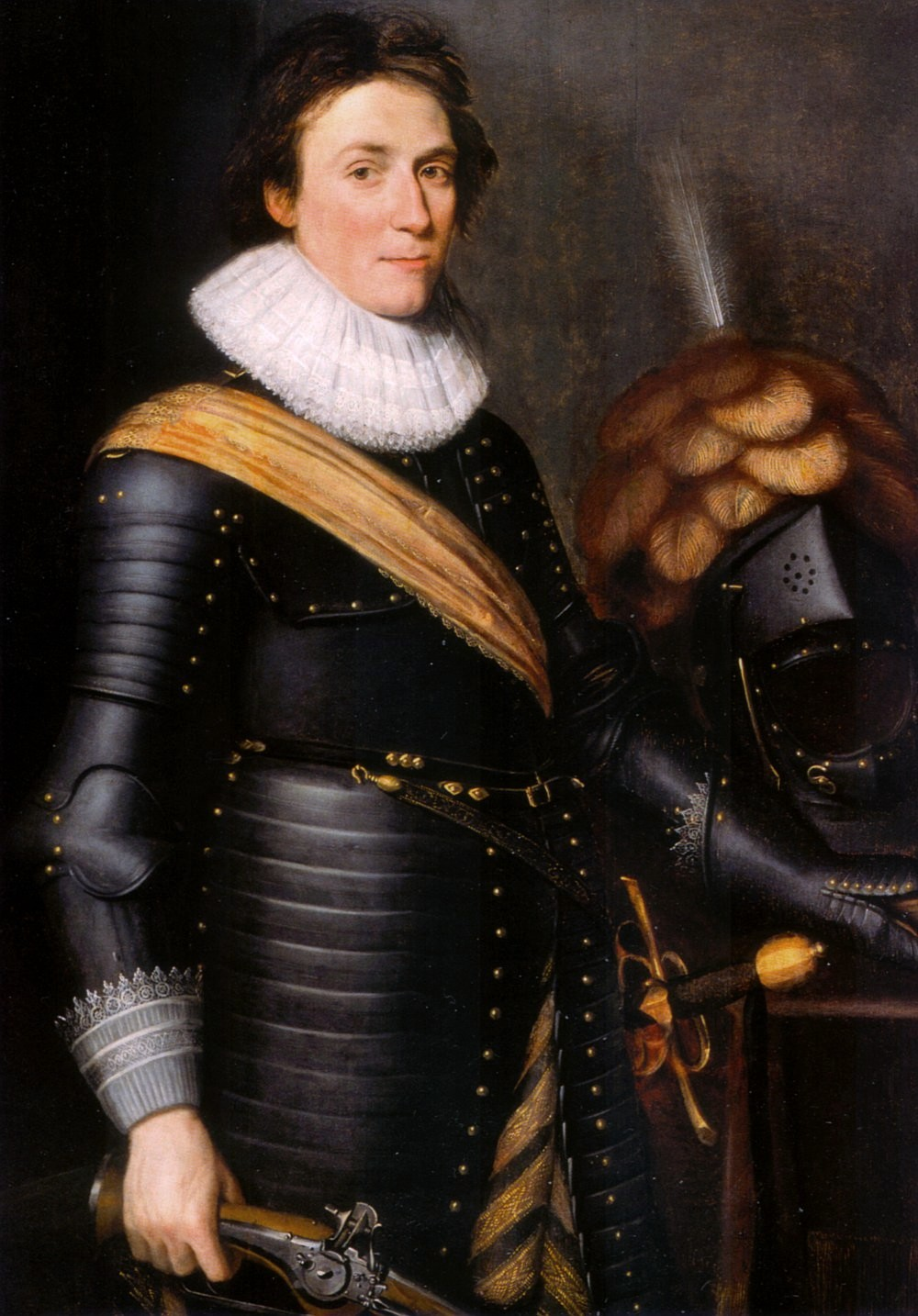
Kristián Brunšvický
v plátové zbroji a s pistolí – typická výzbroj a výstroj jízdních jednotek

Jízda používala obvykle taktiku „karakola“. Tato taktika spočívala v tom, že skupina jezdců (kyrysníci či arkebuzíři) přijela na dostřel od nepřítele (40–50 kroků), zastavila se a první řada vypálila salvu, načež se vzdálila, aby mohla nabít; mezitím začala střílet druhá řada, pak třetí atd. V této době již ale probíhaly diskuze o neúčinnosti palných zbraní používaných jízdou.
Císařská armáda se spoléhala především na podporu Španělska a na vlastní armádu žoldnéřů. Takovouto armádu také využívali i protestantští vojáci ve Svaté říši. Tento způsob výstavby armády, žoldnéřský, měl nevýhodu v tom, že vlastní vojáci nebyli profesionálně vycvičeni a měli slabou disciplínu.
Švédský král Gustav II. Adolf přinesl do evropských taktik mnoho nového. Aby vůbec mohl postavit schopnou armádu, zavedl v početně slabém Švédsku systém odvodů – každý desátý muž ze statku měl jít do války, kdežto zbývajících devět jej mělo živit a strojit. Jednalo se o první prvek profesionalizace armády.
V průběhu války se stále víc kladl důraz na rychlejší a účinnější střelbu. Mušketýry Gustav II. Adolf stavěl pouze do šesti řad za sebou (oproti Nizozemcům, kteří bojovali v deseti řadách), díky čemuž tyto řady rozšířil a docílil tak střelby z více mušket naráz.
Jezdectvo, vzhledem k využití dobře cvičených mušketýrů, kteří začali během druhé poloviny třicetileté války používat střelbu salvou (až tři řady za sebou vystřelily na blížící se jezdce naráz), při taktice karakola velmi touto střelbou trpělo, a proto Gustav II. Adolf nařídil, aby jízda útočila s tasenými palaši a ne se střelnými zbraněmi.
Vzhledem k malé účinnosti mušket a arkebuz na dálku nosili vojáci, především ti na koních, plátovou zbroj nebo kyrys, které je dokázaly bez problému ochránit před nepřátelskou palbou. Během války se však účinnost střelby natolik zlepšila, že se zbroje staly nepoužitelnými a postupně vymizely.
Bitvy probíhaly pomalu a krvavě, v neschůdném terénu mohly armády chodit kolem sebe několik dní bez jakéhokoli střetu, což samozřejmě mělo vedle vyčerpání vojáků neblahý dopad na okolní vesnice a jejich obyvatele. Další problém byl se zajatci. Vzhledem k absenci jakýchkoli úmluv o válečných zajatcích byli zajatci (nejenom váleční v dnešním smyslu, ale i civilisté), pokud za ně nemohla být vyplacena odměna, nezřídka popravováni, naopak výjimečný případ byla vražda císařského generála Karla Bonaventury Buquoye.

## Význam ostatních nezúčastněných zemí a konfliktů v Evropě

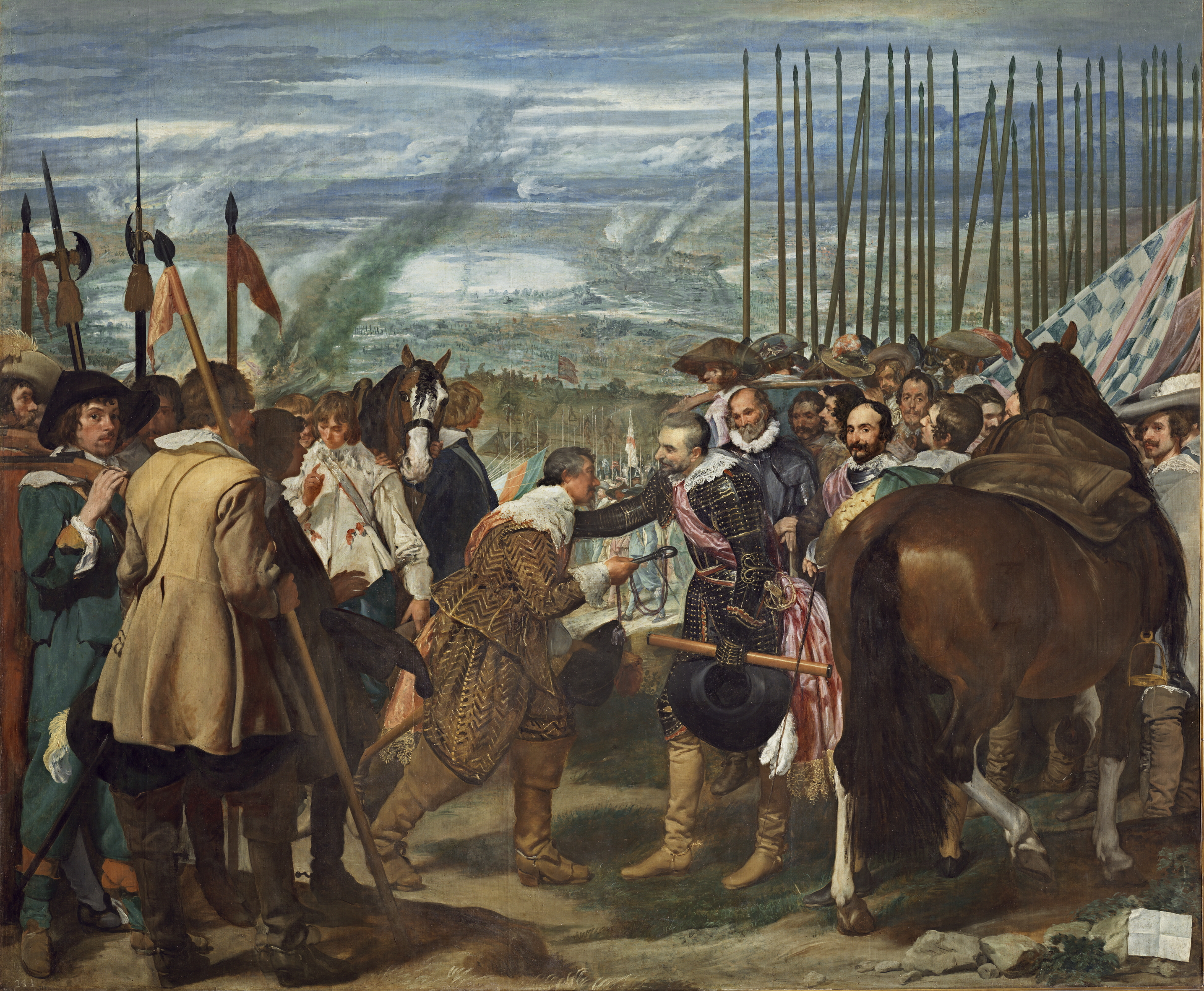
Úspěch Španělů v nové fázi osmdesátileté války, město Breda kapituluje před Spinolou

Třicetiletá válka nezaměstnávala zdaleka celou Evropu. Za prvé zde byl konflikt mezi Španělskem a Nizozemskem, osmdesátiletá válka, který se ve dvacátých letech 17. století po uplynutí příměří znovu rozhořel. Vzhledem k tomu, že se ho účastnily státy, jež byly činné ve třicetileté válce, splývají tyto dva konflikty a končí stejným mírem.
Některé země se války nezúčastnily vůbec, nebo téměř vůbec. Ruské carství se nezapojilo vojensky, ale od počátku podporovalo protihabsburskou koalici, především dodáváním obilí Anglii a Spojeným provinciím, později Dánskému a Norskému království a Švédsku a po lübeckém míru v roce 1629 již jen Švédsku. Rusko vyváželo také ledek pouze do zemí spolčeným proti Habsburkům. Význam Ruska je také v tom, že se mezi lety 1632–1634 účastnilo konfliktu s katolickou Republikou obou národů. Tento konflikt, tzv. smolenskou válku, sice Rusko prohrálo, ale umožnilo tak Švédům bojovat ve střední Evropě, aniž by museli čelit napadení polskou armádou. Tuto ruskou vojenskou „pomoc“ obvykle zmiňují především ruští historici, a proto o její skutečném významu mohou panovat určité pochybnosti. Samotná Republika obou národů bojovala například také s Osmanskou říší a třicetileté války se zúčastnila víceméně pouze vysláním kozáckých lisovčíků.

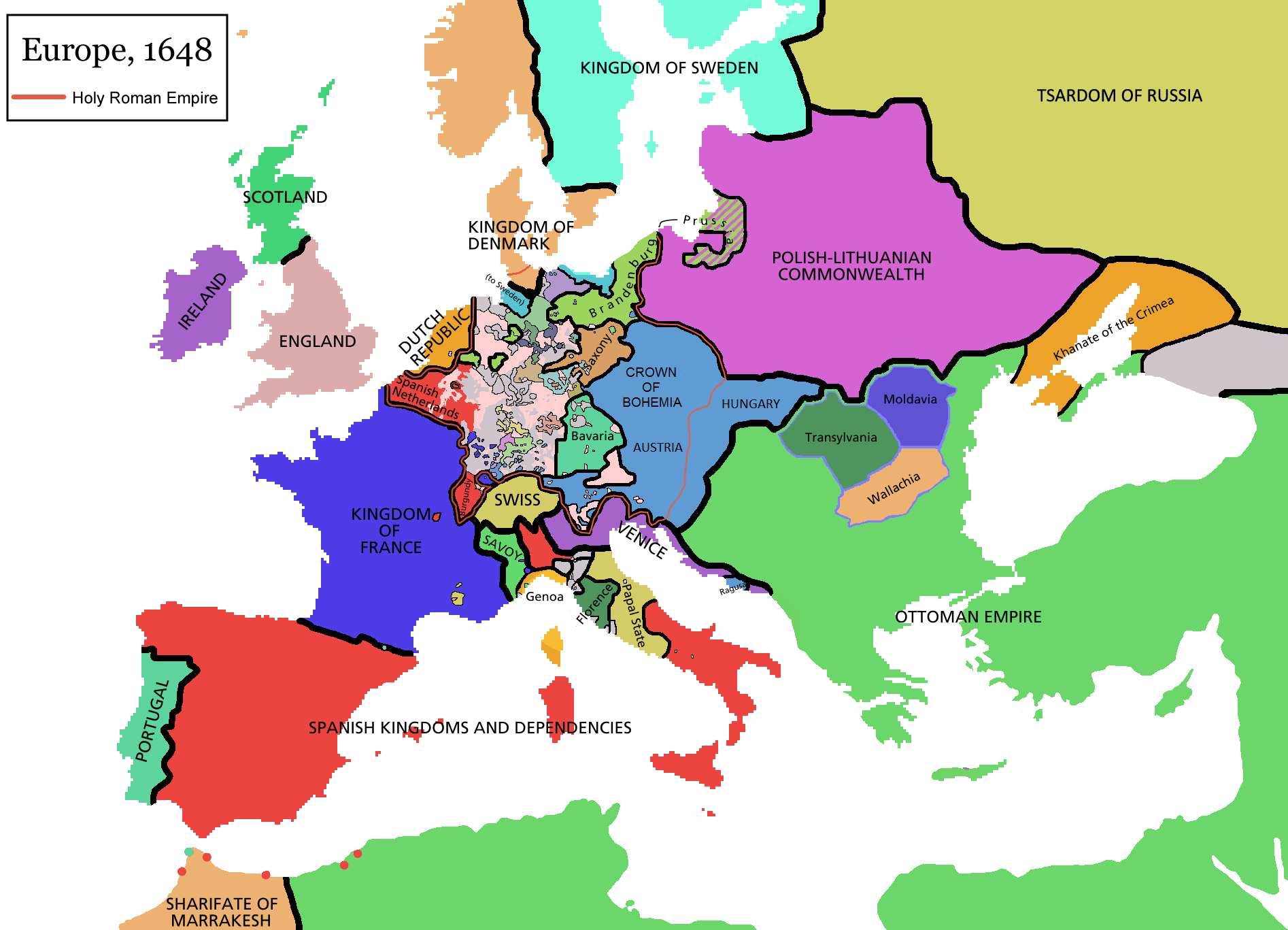
Evropa v roce 1648 po přijetí vestfálského míru

Další lokální konflikt vznikl mezi dvěma stoupenci protihabsburského tábora, Dánsko-Norským královstvím a Švédskem. Dánsko v první polovině 17. století obklopovalo Švédsko z jihu, západu a severu, což už delší dobu znepokojovalo švédské panovníky. Švédové, kteří již dobyli mnoho úspěchů v třicetileté válce, stáhli roku 1643 Lennarta Torstensona ze střední Evropy a vyhlásili Dánsku válku. Protihabsburský tábor tak ztratil dva spojence, přestože se samotné Dánsko již války příliš neúčastnilo. Tzv. torstensonská válka, která probíhala do roku 1645, skončila pro Dánsko nepříznivě. O ukončení se postaral mimo jiné i kardinál Mazarin, který potřeboval Švédy k dalšímu boji proti Habsburkům. V důsledku neměla tato válka výrazný vliv na pozice protihabsburské koalice.

## V umělecké literatuře

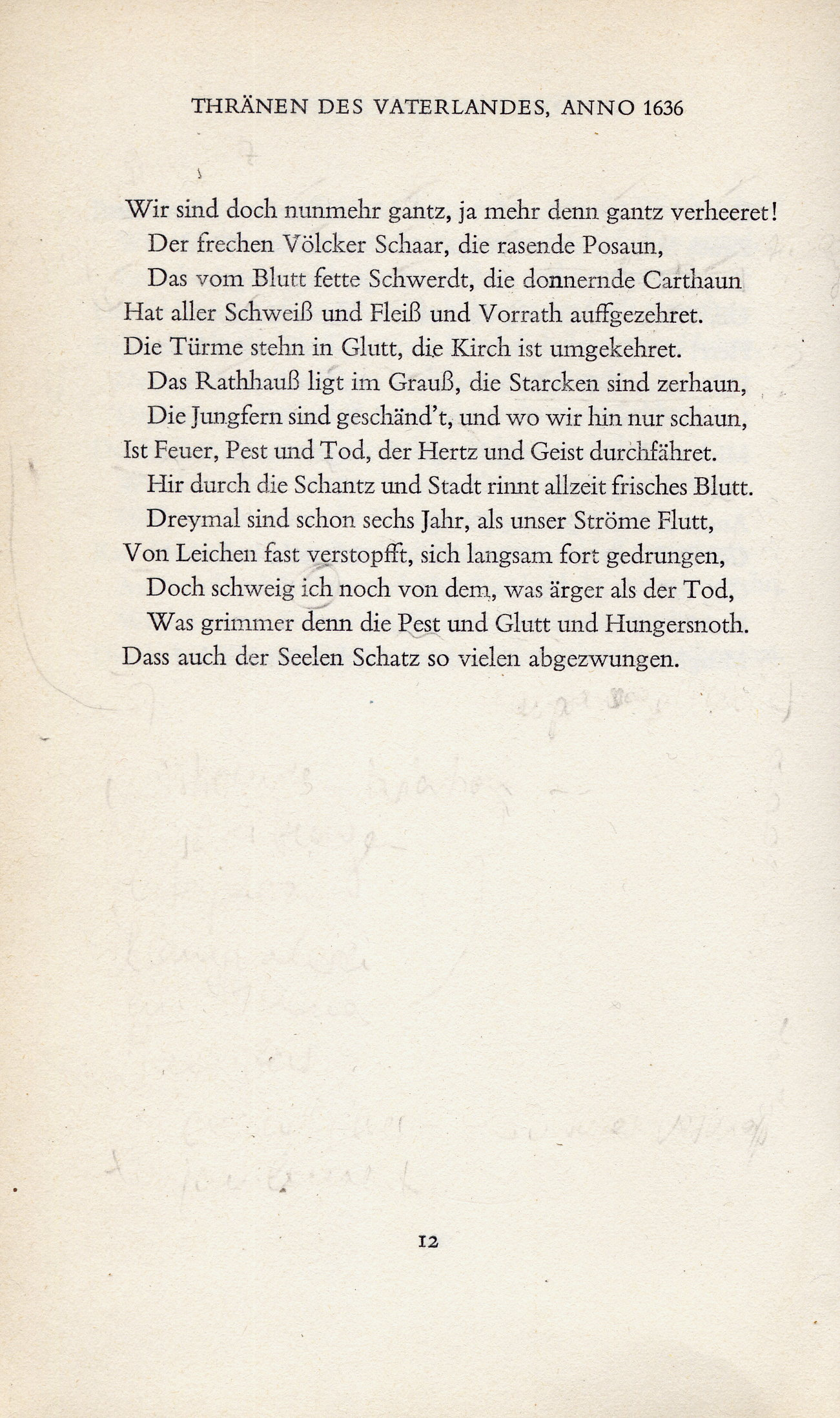
Gryphius, Andreas: Thränen des Vaterlandes (1636), báseň, popisující tehdejší zubožený stav země

Válka otřásla společností celé Evropy a její vliv byl patrný především v německé literatuře 17. století. Asi nejvýznamnější díla své doby vytvořil Hans Jakob Christoffel von Grimmelshausen, který popisuje poměrně realisticky tehdejší společnost, mezi tato díla patří Simplicius Simplicissimus, Divous Skočdopole, Poběhlice Kuráž. Básníci reagovali na obecnou skleslost příklonem k mysticismu, jak je vidět v díle Angela Silesia. Během války působila také slezská básnická škola. Přestože zakladatel slezské školy Martin Opitz vyzýval v Knize o německé poezii k popisování věcí tak, jak by měly být, ne tak jsou, ale sám v díle Písně útěchy o válečných útrapách popisuje válečné útrapy bez jakékoliv idealizace. Jeho ideálem bylo národní spojení a mír. Opitze následovali ve slezské škole např. Georg Rodolf Weckherlin nebo Johann von Rist, ti si vybrali cestu satiry tehdejších poměrů. V kritice a satiričnosti doby a především vládnoucí vrstvy pokračoval Johann Michael Moscherosch ve svém románu Podivné a pravdivé zjevení Philandera ze Sittewaldu (1640–1643), ve kterém na příběhu hrdiny velmi obsáhle popisuje život během války. Satirické básně potom psal Friedrich von Logau. Další Opitzův žák Paul Fleming (1609–1640), lyrický básník a vlastenec, se obrací k vášni, milostnému vzplanutí, ale také pomíjivosti vezdejšího světa a utrpení otčiny v Panu Olearovi (1636). Válku jako tříštící a plenící faktor popisuje v Ódě na Nový rok 1633.
I v době, kdy přímý vliv války pominul, se autoři několikrát k tomuto tématu vrátili. Daniel Defoe ve Vzpomínkách kavalíra (1720) popsal příběh na pozadí třicetileté a anglické občanské války. Ve 20. století se k tématu vrátil další Němec Bertolt Brecht, který použil pro svoji Matku Kuráž a její děti (1939) historické motivy od Grimmelshausena.
Válka, především potom život Albrechta z Valdštejna, se stala důležitou součástí díla Jaroslava Durycha, jak je patrno v Bloudění (1929) a v Rekviem (1930). V rozsáhlé biografii popsal Valdštejnův život německý spisovatel a historik Golo Mann v knize Wallenstein, sein Leben erzählt von Golo Mann (1971, česky vychází 2025). Opomenout nelze ani význačnou knihu německého autora Alfreda Döblina Valdštejn (Odeon 1981) a obě knihy z pera Josefa Kollmanna Valdštejn a evropská politika 1625-1630 (Historie 1. generalátu)  a Valdštejnův konec (Historie 2. generalátu 1631-1634); obě vyšly v nakl. Academia 1999, resp. 2001). Za zmínku též stojí František Kubka se svými dvěma historickými romány Říkali mu Ječmínek (1974) a Ječmínkův návrat (1974), popisujícími život mladého moravského rytíře, který slouží u českého krále Fridricha a který s ním prožívá útrapy třicetileté války.

## Galerie

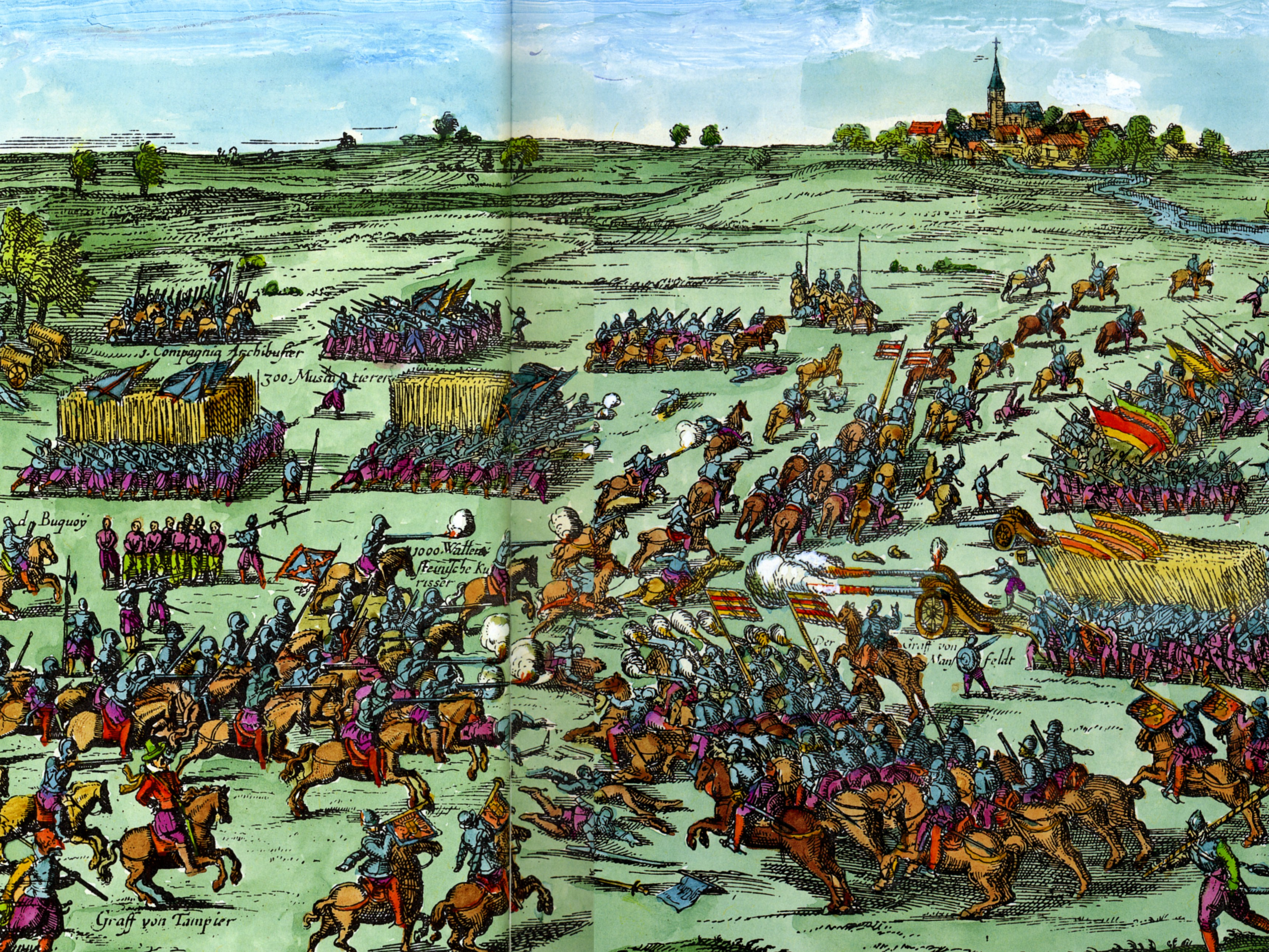
Bitva u Záblatí nedaleko Českých Budějovic, 10. června 1619
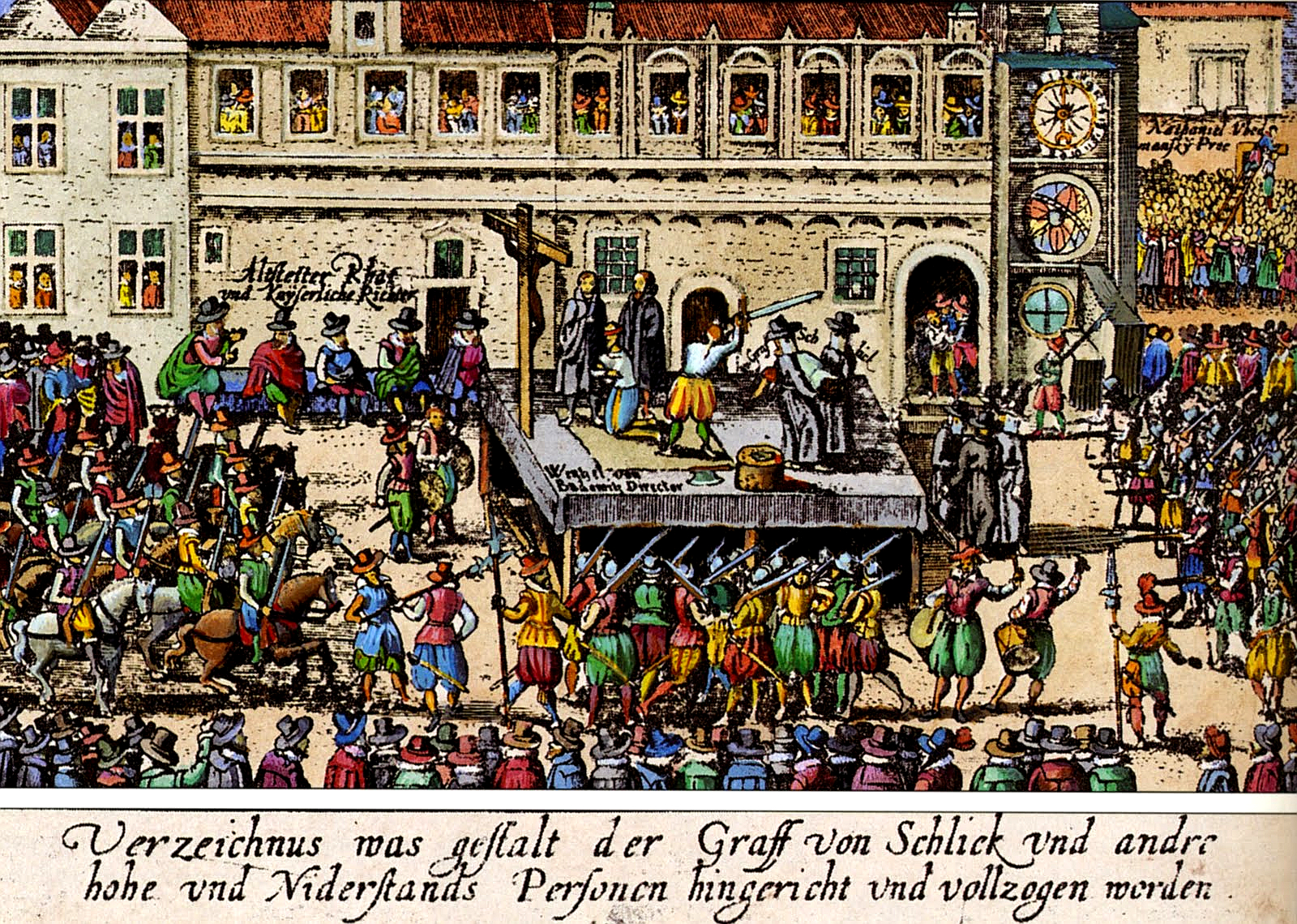
Poprava 27 českých pánů v Praze, 21. června 1621
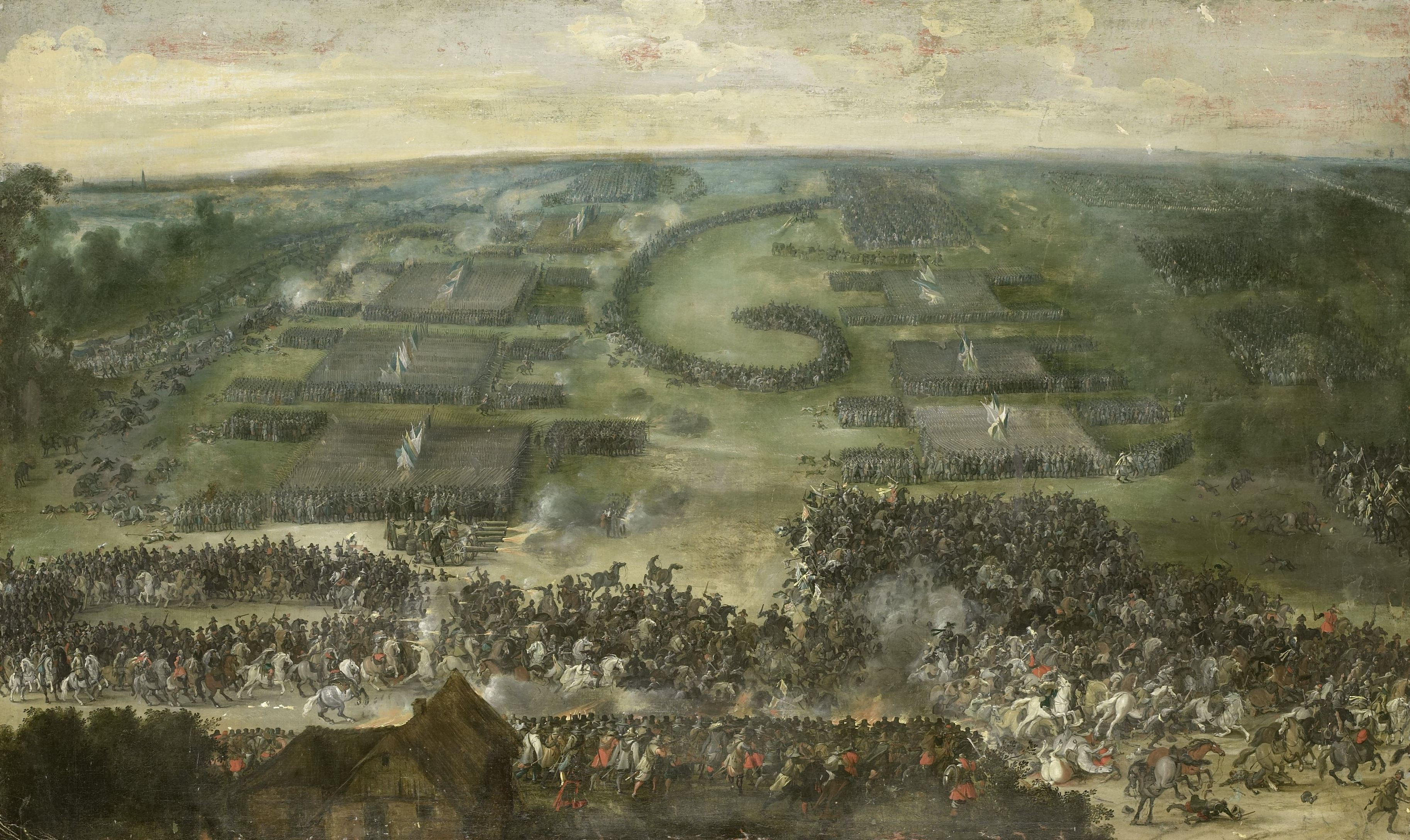
Bitva u Wimpfenu mezi německými protestanty a císařskými vojsky roku 1622
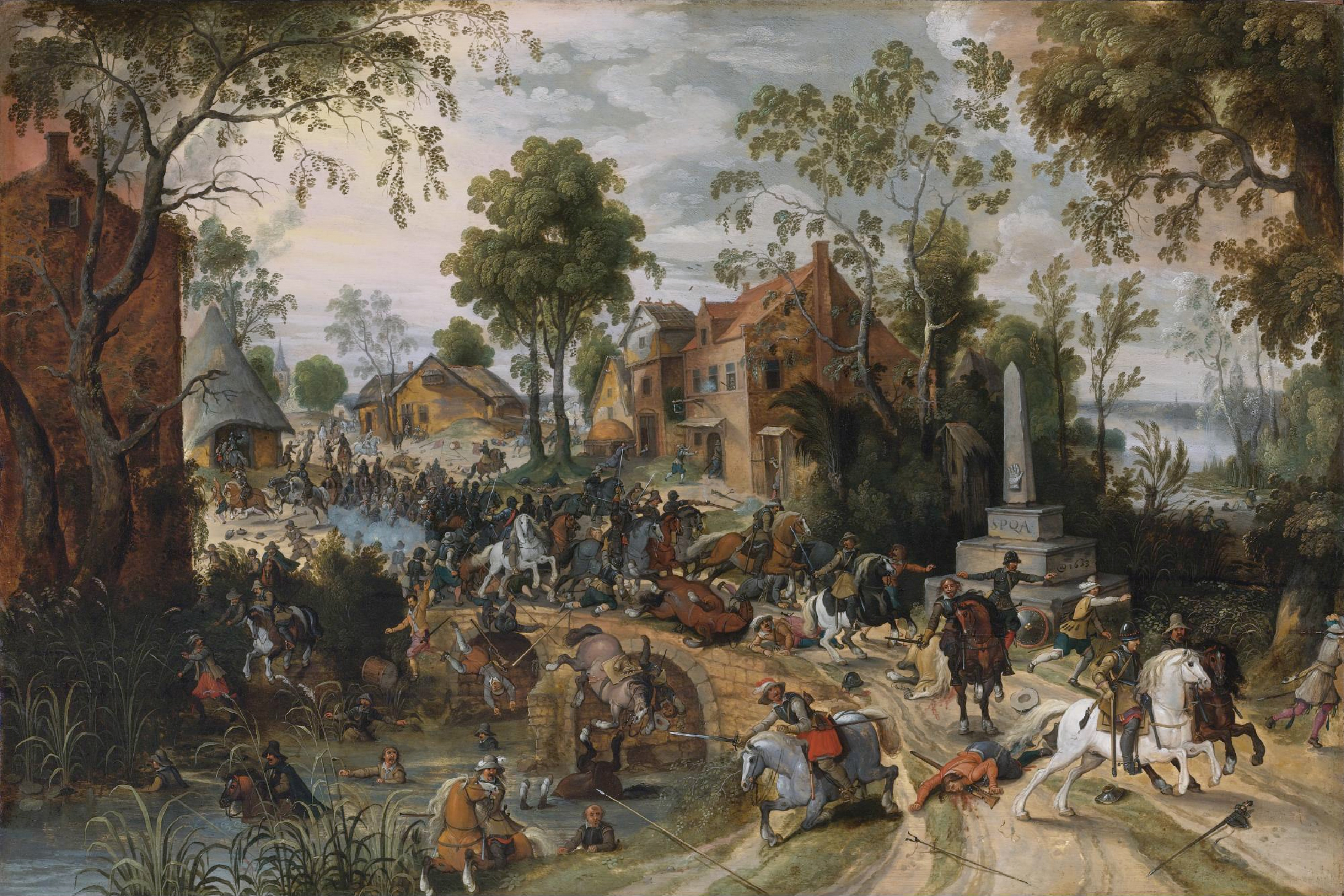
Bitva u Stadtlohnu, 6. srpen 1623
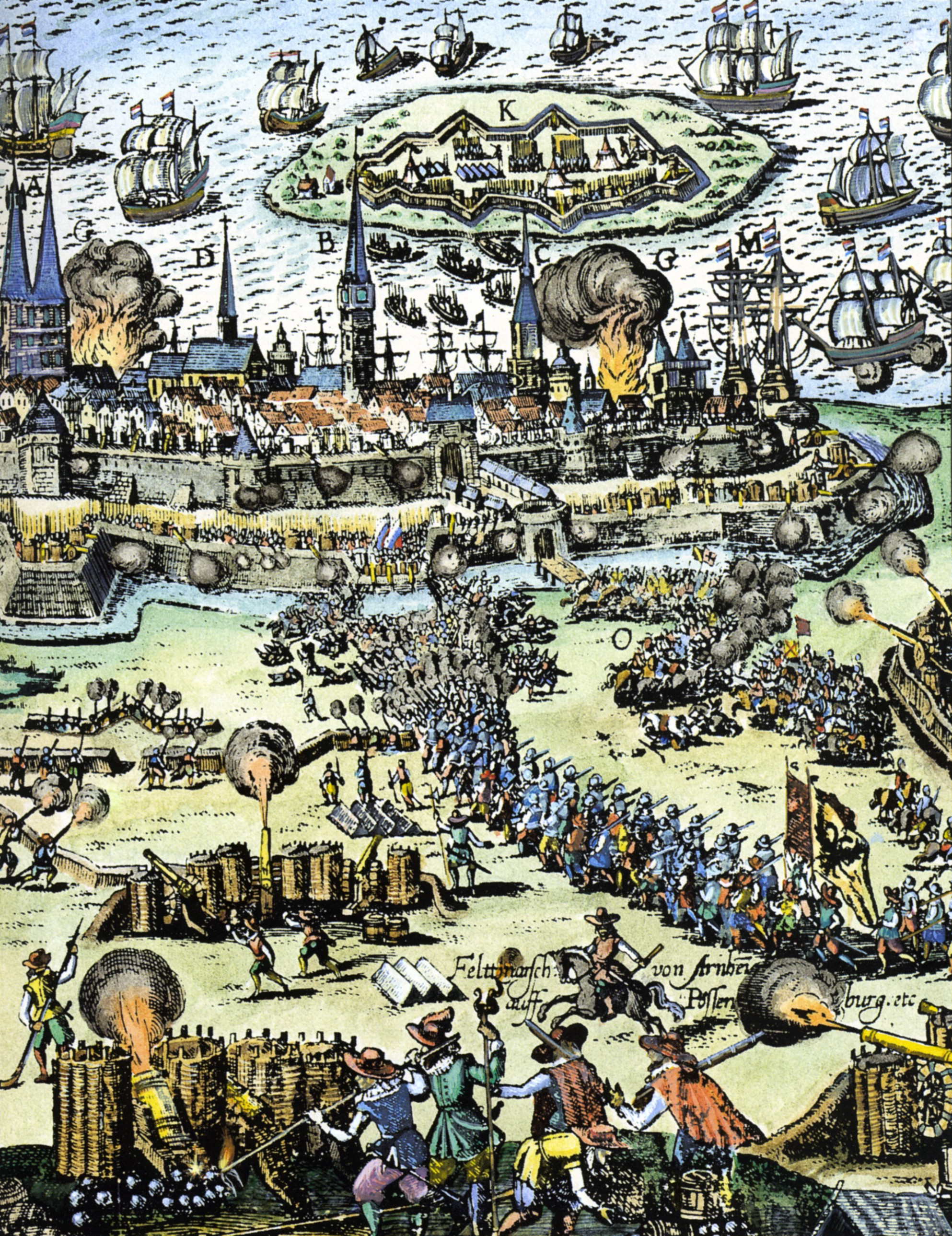
Obléhání Stralsundu Valdštejnovými vojsky v roce 1628
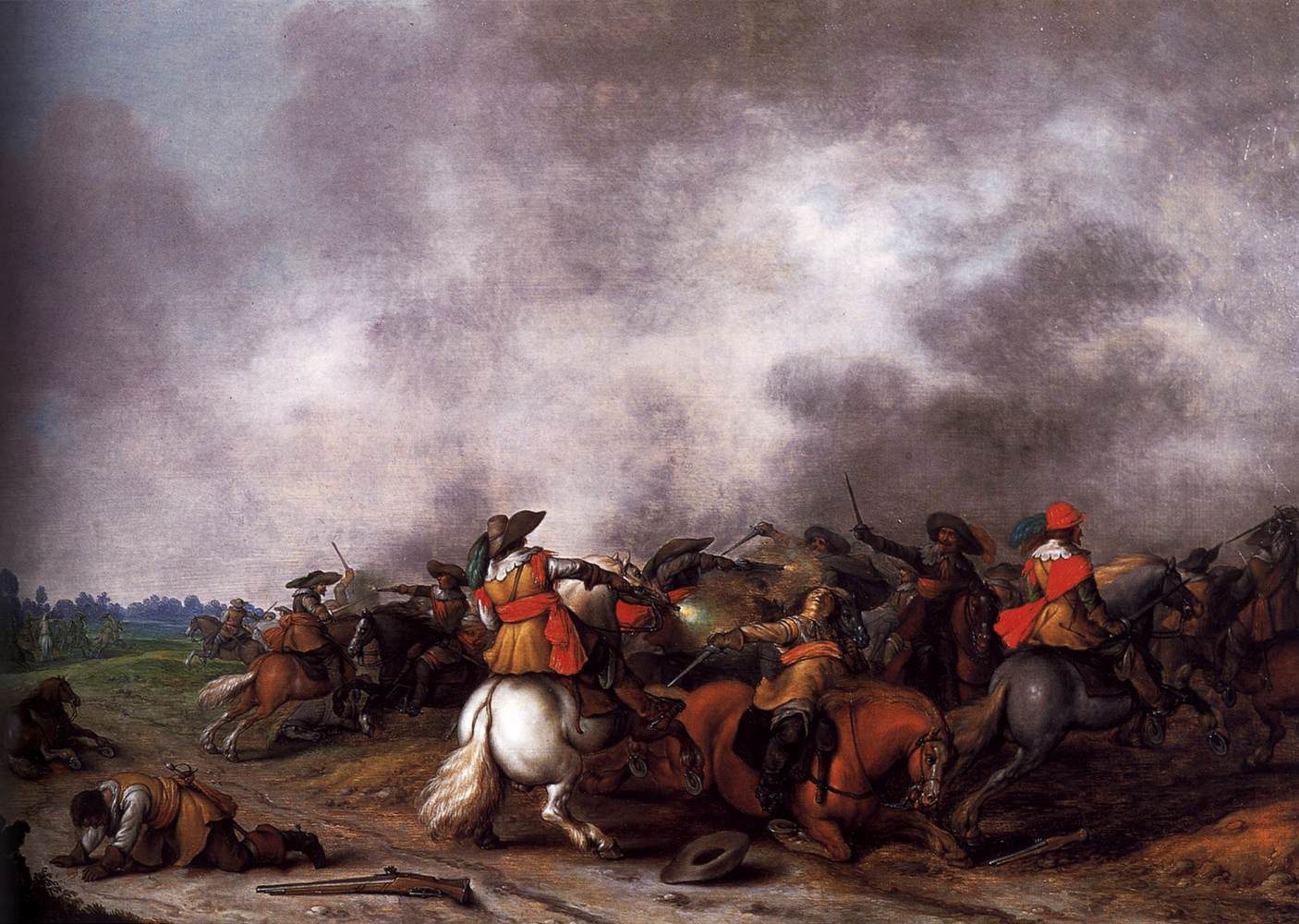
Jezdecká šarvátka, z let 1626 až 1628
Útok na město, od Sebastiana Vrancxe
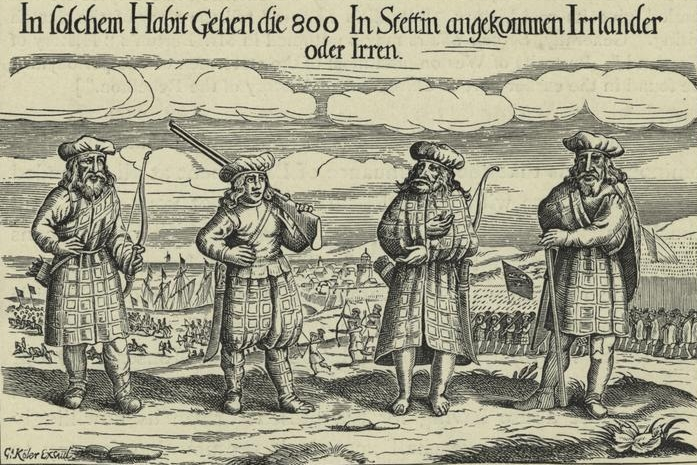
Skotští žoldnéři ve službách Gustava Adolfa, 1630 až 1631
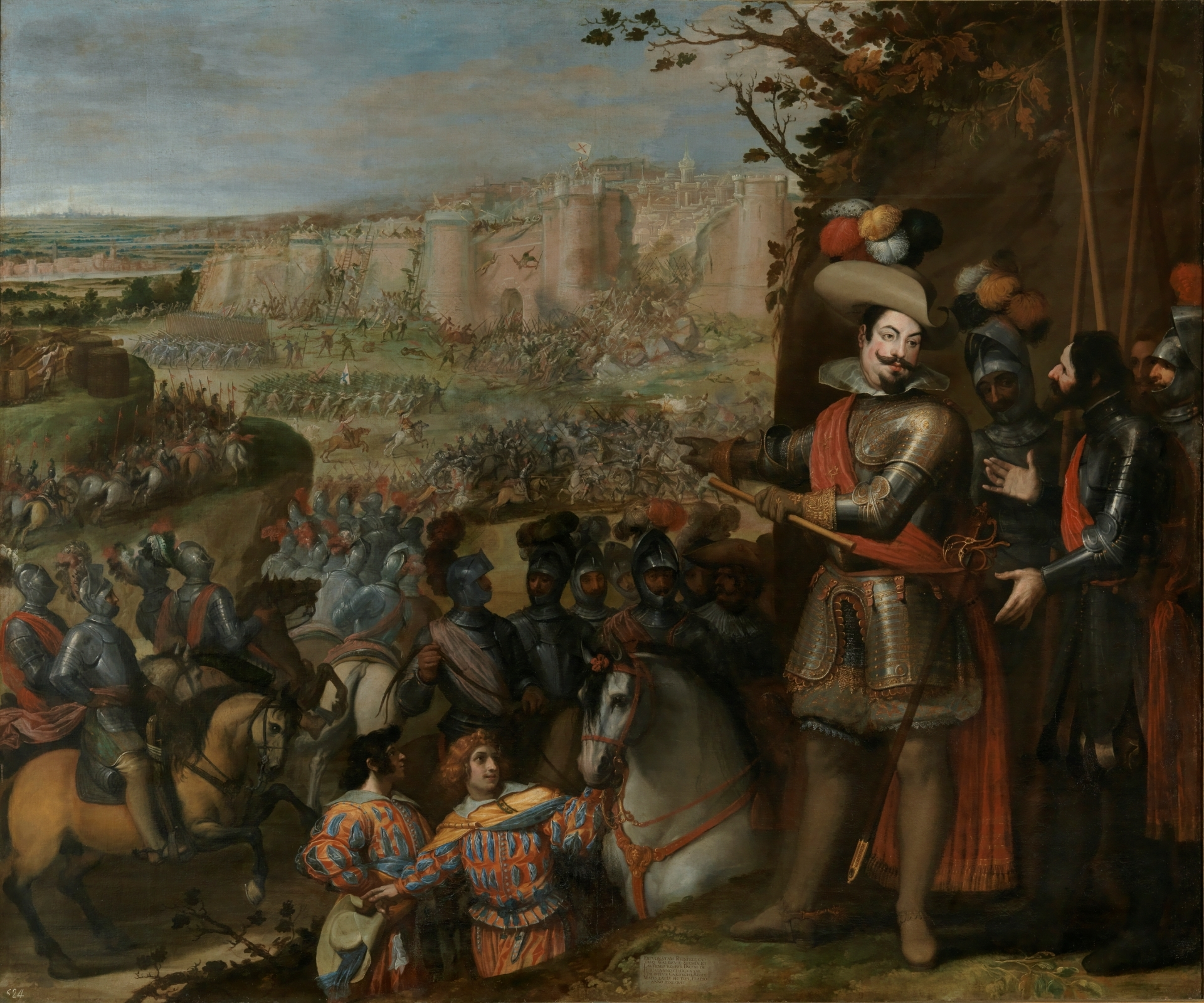
Dobytí Rheinfelden roku 1633
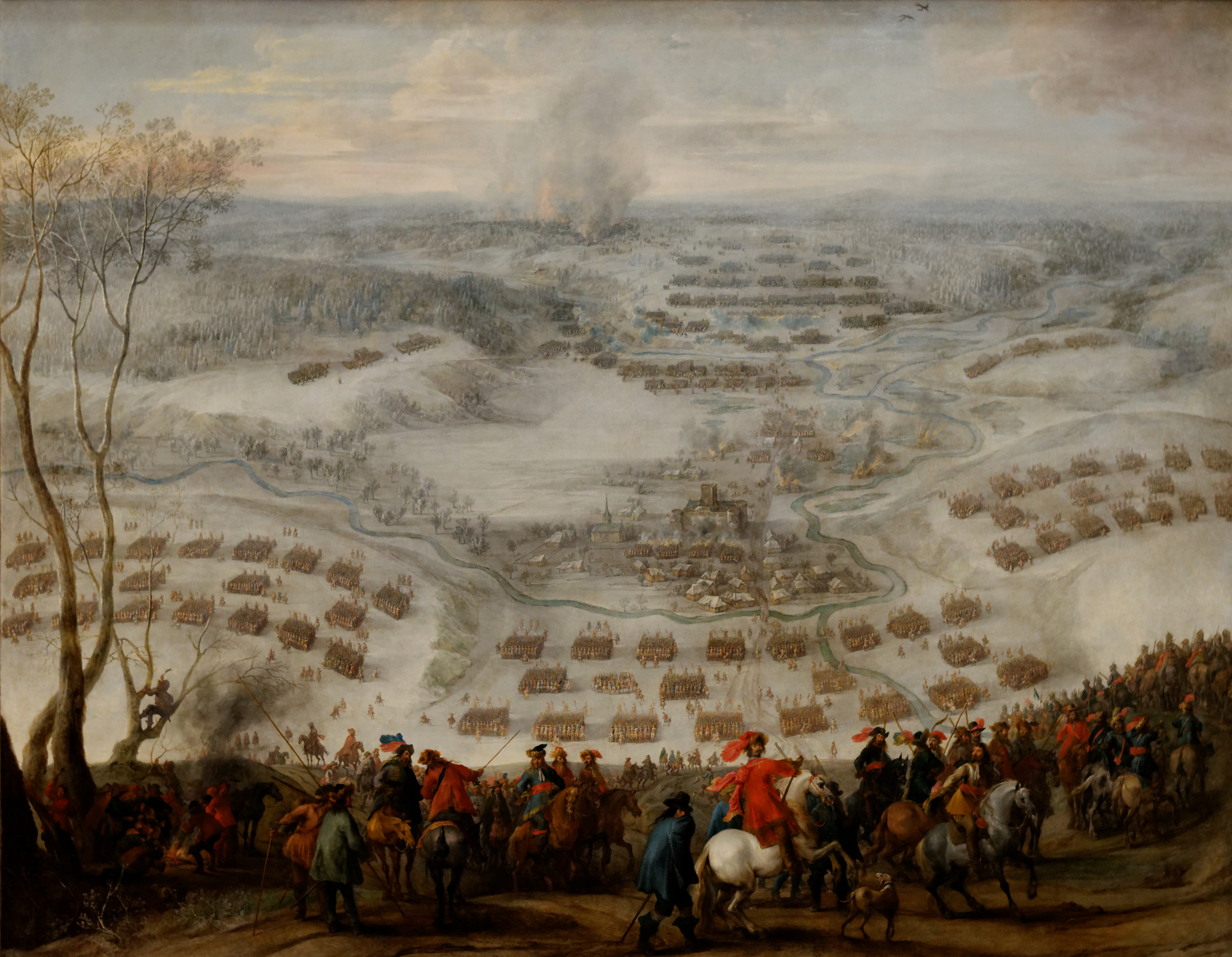
Bitva u Přísečnice v Krušných horách roku 1641
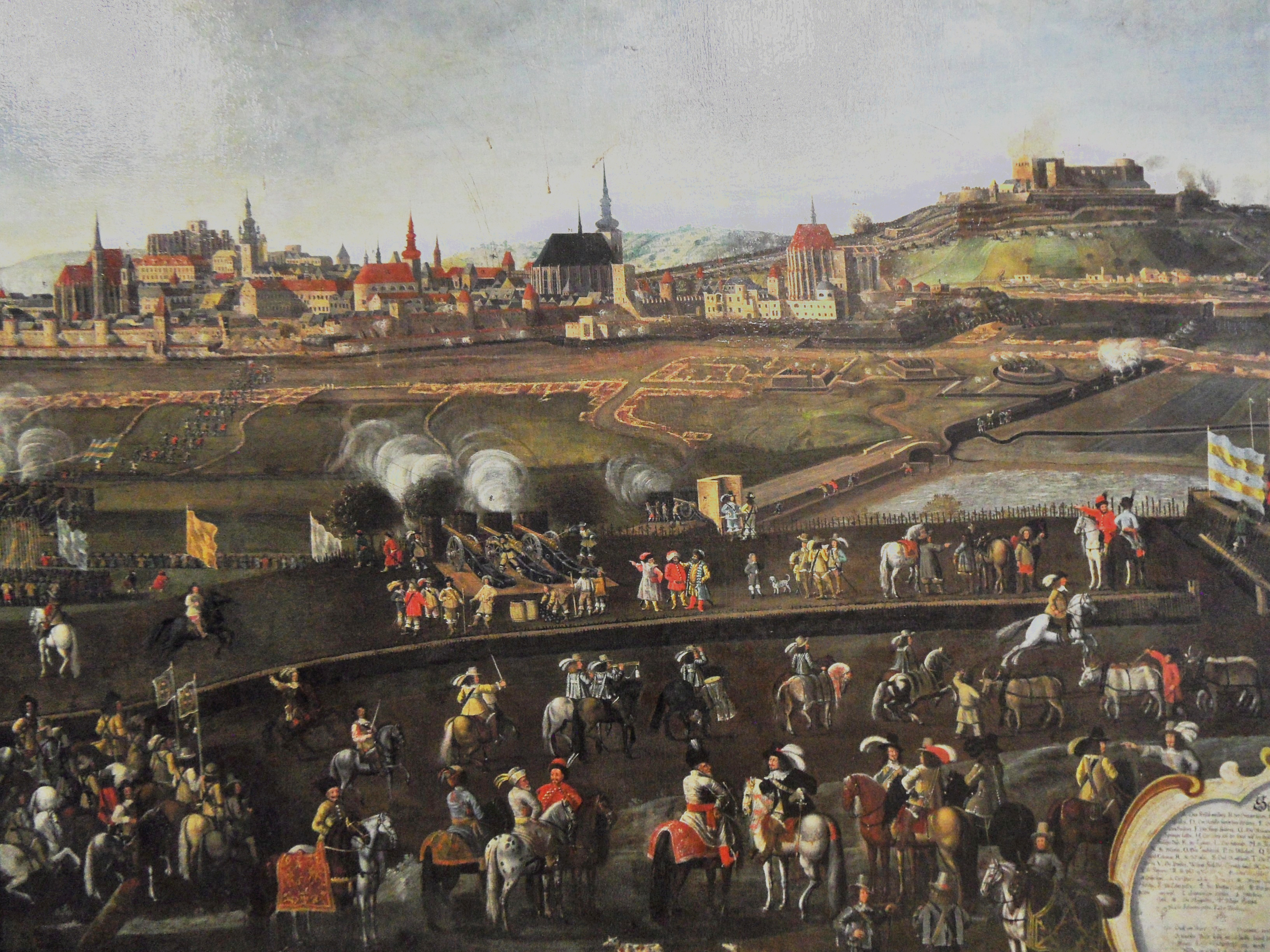
Obléhání Brna Švédy a jejich uherskými spojenci v roce 1645